# Кёрберы
Кёрберы (нем. Körber) — древний немецкий дворянский род, одна из ветвей которого, разделившись на две, с начала XVIII века получила развитие в России и Австрии. До середины XIX российская ветвь рода не покидала пределов Ливонии и развивалась преимущественно в духовном направлении. Она дала несколько поколений евангелическо-лютеранских пастырей. В дальнейшем ветвь потеряла свою духовную направленность и распространилась за пределы Прибалтики. Существенно пострадав в годы Революции и Гражданской войны, будучи частично рассеянной по другим странам, ветвь сохранилась в России, где продолжает проживать большое число её представителей.

## Родоначальник
Согласно исследованию, осуществлённому в первой половине XIX века пастором Эдуардом Филиппом Кёрбером и подтверждённому через 100 лет его правнуком Оскаром Карлом Кёрбером, родоначальником немецко-балтийского и австрийского рода Кёрберов является рыцарь Тевтонского ордена Удо фон Корб (Udo v. Korb), владевший в начале XV века замком в Швабии. Сведений о нём почти не сохранилось, известно лишь, что в 1410 году он участвовал в Грюнвальдской битве при Танненберге. В тот день 15 июля Тевтонский орден впервые потерпел сокрушительное поражение. Из двухсот пятидесяти истинных рыцарей Ордена (рыцарей «белого плаща») погибли 203, включая великого магистра Ульриха фон Юнгингена. Фон Корбу повезло больше. Он оказался среди тех сорока семи рыцарей, которым удалось удержаться в седле. Именно после этой битвы ему и был пожалован замок в Альпах. Неизвестно, каким именно из двух замков подле деревни Вальдкирх и как долго он владел. Оба они («Кастельбург» и «Шварценбург») во время Тридцатилетней войны (1618—1648) были захвачены протестантами, отбиты, но 14 марта 1634 года полностью разрушены.

## Этимология
Первые упоминания рода были обнаружены в древних Баварских летописях, относящихся к рубежу XI и XII веков. Согласно записям, он имеет Тевтонские корни. Уже тогда фон Корбы имели значительные земельные и имущественные владения. В союзе с другими влиятельными фамилиями представители рода нередко участвовали в завоевательных походах. Есть два объяснения происхождения фамилии Корб. Во-первых, она могла отражать род занятий своего родоначальника. В переводе с немецкого «Корб» означает «корзинка», и носители фамилии, вероятно, когда-то промышляли производством или продажей корзин. Во втором варианте фамилия могла появиться у выходцев из немецкого поселения «Корб». Производным от фамилии Корб стали фамилии Корбер, Кёрберус, Кёрбер, Кербер (Korber, Körberus, Körber, Kerber), что можно перевести как «корзинщик».
Удалось установить, что в 1300 году в Базеле проживал некто Ульрих Корбер, а 1311 в Виллингене был известен Конрад Корбер. Несколько позже, в 1345 году, в Аугсбурге чем-то прославился другой Корбер по имени Генрих. Но это всё были ветви, которые если и имели, то весьма косвенное отношение к Удо фон Корбу, поскольку существовали ещё до его рождения.
Согласно Энциклопедии «Allgemeines Schriftsteller und GelehrtenLexikon der Provinzen Livland, Estland und Kurland», изданной в 1829 году в Митау, прибалтийская ветвь Кёрберов выделилась из рода Корб в одном из ближайших поколений после Удо. Первым из потомков Удо фон Корба известен его правнук Отто Корбер. Именно в его записях Эдуард Филипп Кёрбер и обнаружил сведения о его прадеде.
В годы Первой мировой войны несколько представителей Российской ветви рода Кёрберов под давлением политических обстоятельств сменили фамилию Кёрбер на более «русскую» с точки зрения её звучания. При этом они фактически перевели слово «корзина» («Korb») с немецкого на эстонский («Korv») язык, и фамилия стала звучать как Корвин.

Гербы германских ветвей рода фон Кёрбер
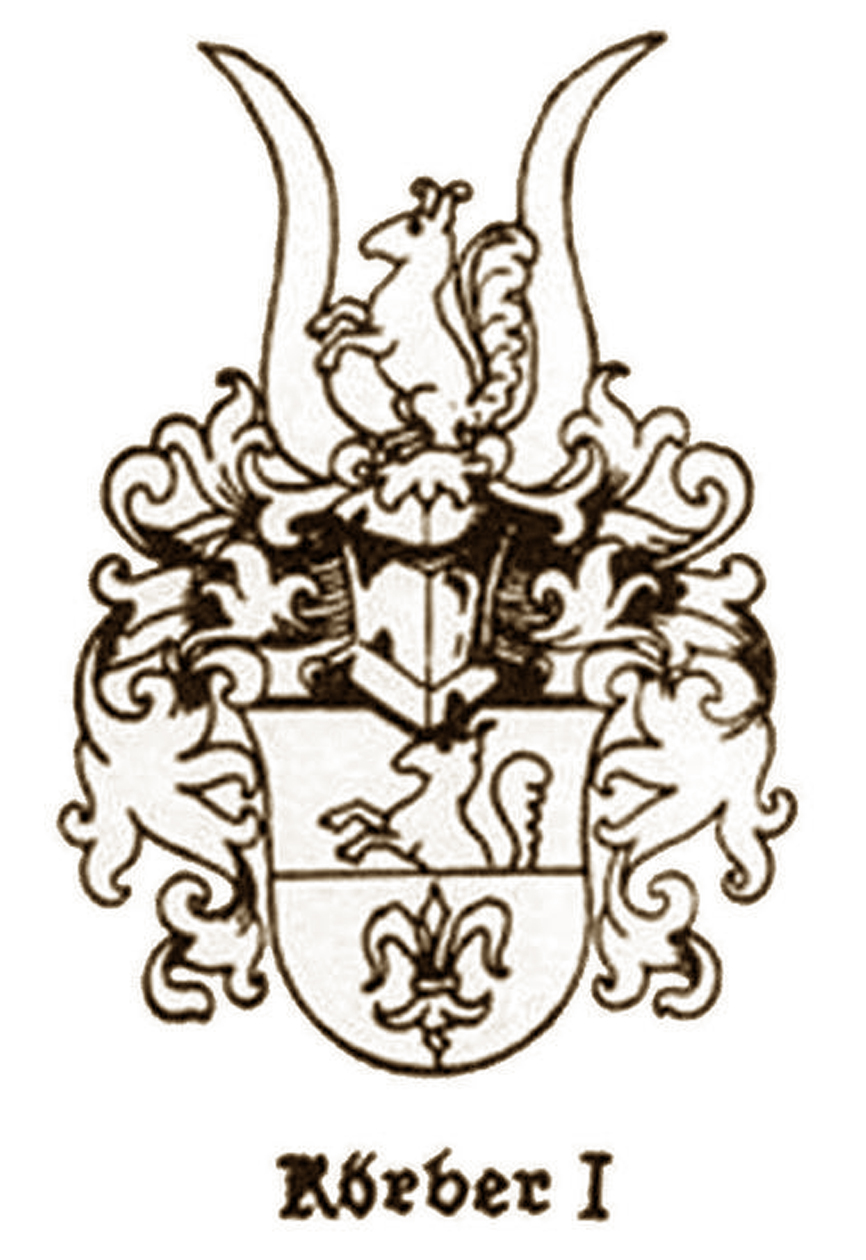
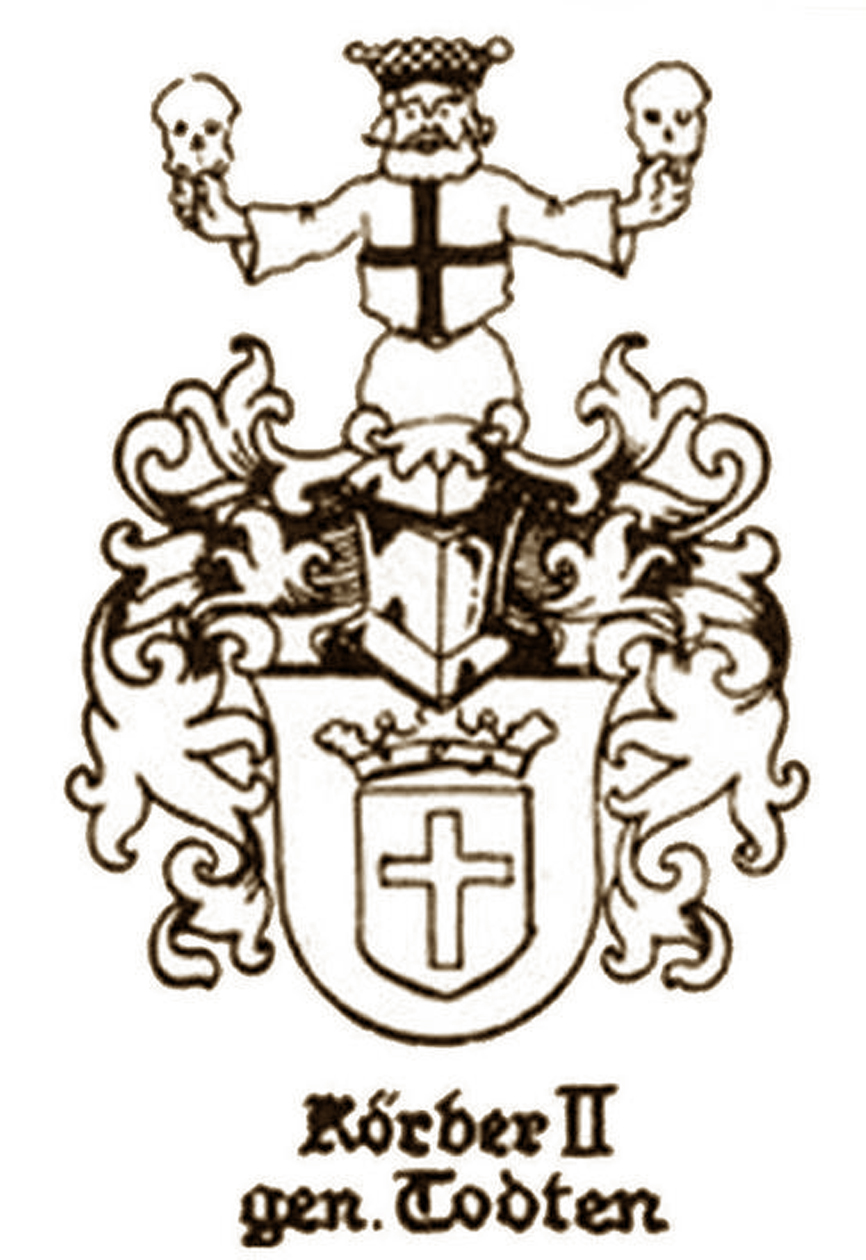
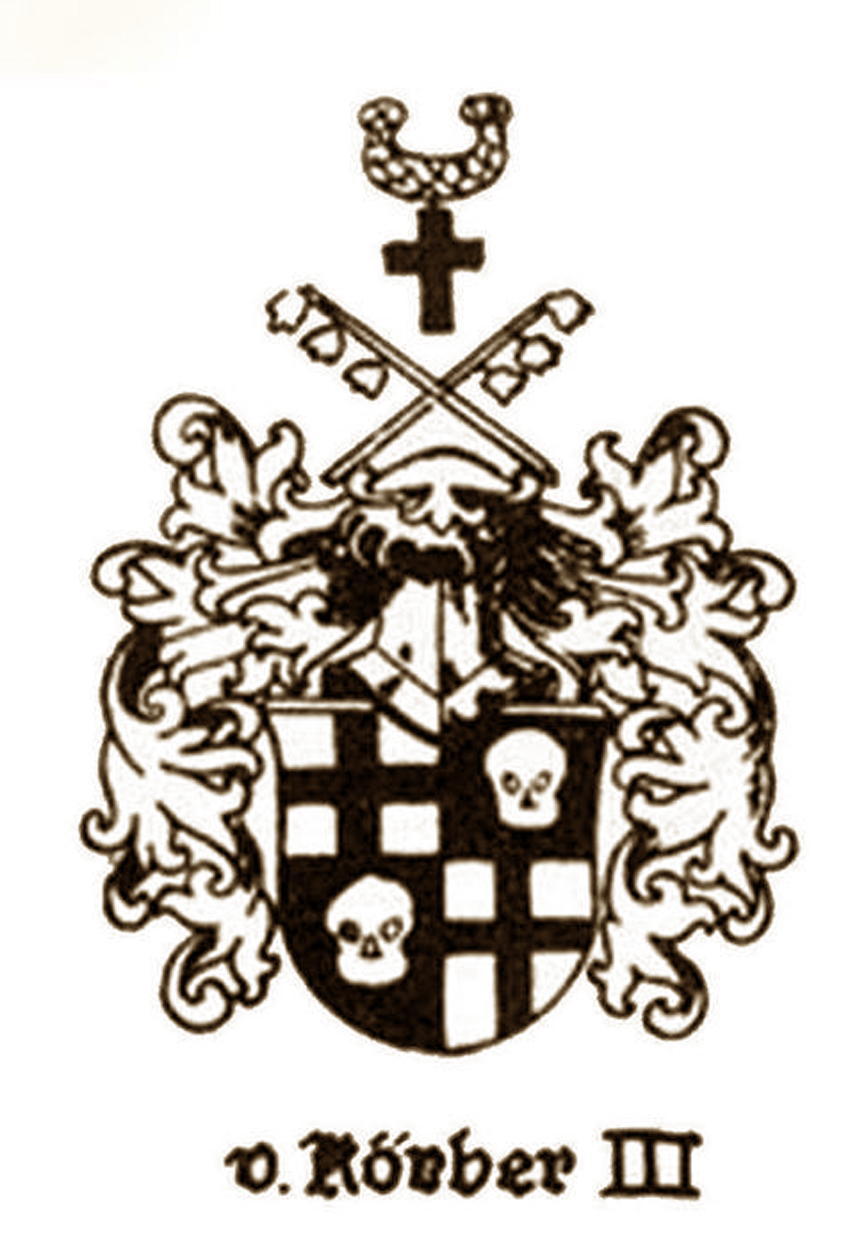
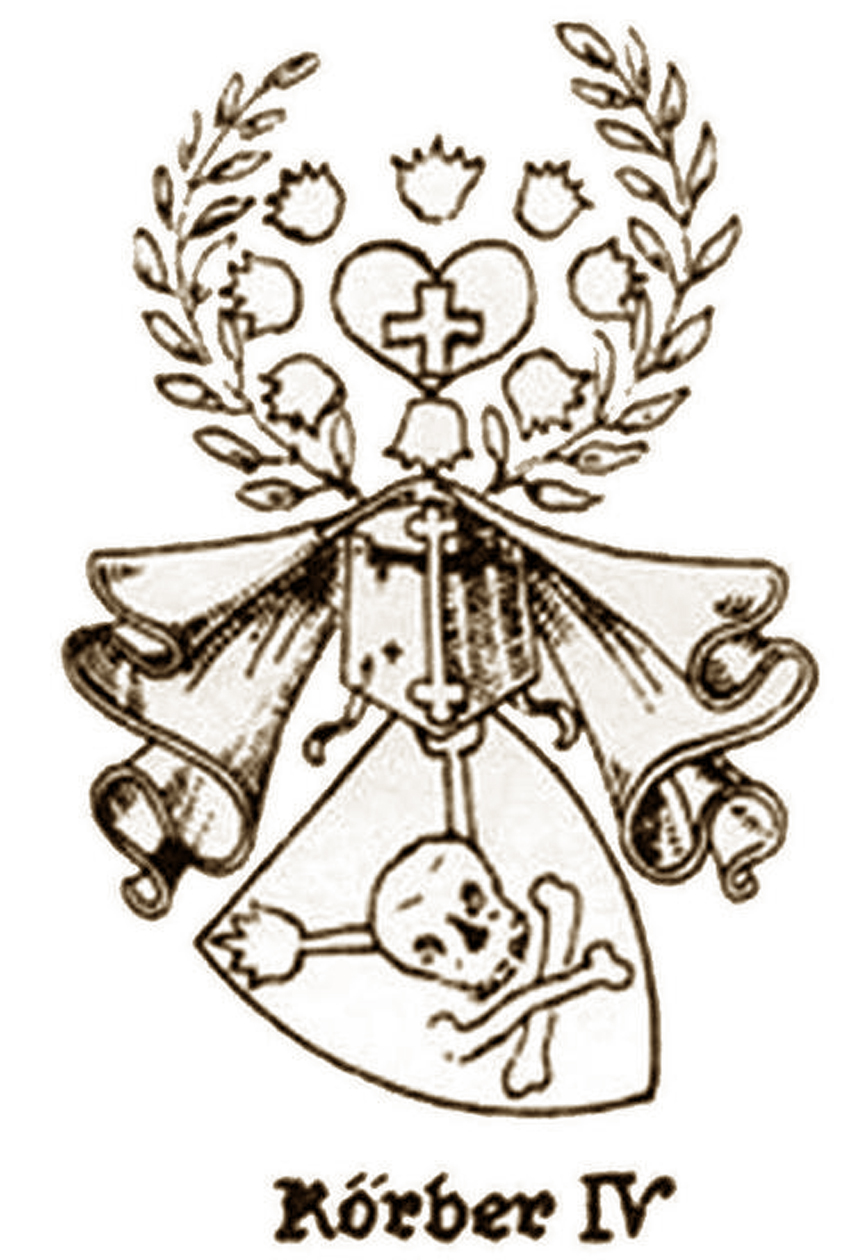

## Германские поколения
Отто Корбер (Otto [Otho, Ottho] Korber) (1490, Бамберг — 1553, Кульмбах). Германский теолог и проповедник периода Реформации, один из ближайших сподвижников Мартина Лютера.
Известны имена двух его сыновей:
☆ Элиас Корбер (Elias Korber) — сельский пастор из Вайэнцелль (Weihenzell) близь Нюрнберга. Он известен лишь тем, что издавал книги отца.
☆ Иоганн Мартин Корбер (Johann Martin Korber) — протестантский пастор. При крещении его воспреемником был сам Мартин Лютер. Сохранилось имя внука Иоганна Мартина:
◄ Якоб фон Кёрбер (Jacob v. Körber) (08.01.1608, Саксония — 04.10.1667, Нижний Ауэрбах, Фогтланд). Был известен как «крупный арендатор и преуспевающий торговец». В летописи 1641 года его имя упоминается наряду с именами двух других крупных промышленников этого города. Кёрбер владел большой усадьбой и предприятием, занимавшимся латунными работами. Был женат дважды. Первой его женой стала дочь члена муниципального совета Нижнего Ауэрбаха Ева фон Хайнсберг (1609 — 10.03.1659, Нижний Ауэрбах). За четыре года до смерти Кёрбер женился на Анне Барбаре фон дер Планиц (03.01.1609 — 1686). Потомства во втором браке у него не было. Скончался Кёрбер на 60-м году жизни и был похоронен рядом с первой женой, он которой имел пятерых детей. Известны имена четверых его сыновей:
★ Якоб Андреас Кёрбер (Jacob Andreas Körber) (1643—1668);
★ Христиан Кёрбер (Christian Körber) (1644—1709);
★ Ганс Христоф Кёрбер (Hans Christoph Körber) (1647—1669);
★ Фридрих Кёрбер (Friedrich Körber) (1638, Нюрнберг — 02.04.1684, Ленгельфельд, Фогтланд). В возрасте 12-ти лет был определён в школу при мужском монастыре святого Фомы в Лейпциге. Принимались сюда юноши только с 17 лет, поэтому Фридриха зачислили в школу по особому исключению, как потомка прославленного Отто Корбера. По причине малолетства учёба в монастыре затянулась. Затем был университет в Нюрнберге, окончив который, в 1665 году, Кёрбер получил звание магистра философии и богословия. В 1669 году Кёрбер был рукоположен в пасторы и назначен в приход Турме (Глаухау) в Саксонии. Через три года, в декабре 1672-го, по просьбе верующих его перевели пастором в Ленгельфельд (Фогтланд). Здесь он и оставался до самой смерти. Умер пастор возрасте 48 лет. В своей заупокойной проповеди церковный смотритель из Плауэна Иоганн Хейфелс отметил, что Фридрих Кёрбер отличался особой «добросовестностью, преданностью к пастве и высокой порядочностью». Ещё в Глаухау в 1669 году Кёрбер женился на Регине Барбаре Адлер (4.10.1640, Шёнек, Фогтланд — 22.04.1711, Крёльпа), отцом которой был пастор Захариус Адлер (16.06.1600, Элбоген — 25.06.1658, Шёнек) а матерью — Барбара (урожд. Фон Хендел) — сестра влиятельного промышленника из Нижнего Ауэрбаха. В семье пастора было пятеро детей, но сохранилось имя лишь одного из них:
✿ Адам Фридрих Кёрбер (Adam Friedrich Körber) (31.07.1674, Тройен, Саксония — 22.04.1742, Крёльпа, Тюрингия)
В возрасте девяти лет, в 1683 г., Адам Фридрих был отдан в школу при Лейпцигском университете. Затем учился на теологическом факультете Лейпцигского университета и завершил образование в университете Йены. В возрасте девятнадцати лет, значительно раньше обычного, Кёрберу была присвоена степень магистра богословия.
Прежде чем стать пастором, он некоторое время исполнял обязанности домашнего учителя в замке графа Иоганна Альбрехта фон Ронов-Биберштейна в Оппурге (Турингия) и только 21.03.1701 г. был рукоположён в пасторы. Сначала Кёрбер возглавил приход церкви в Верхнем Оппурге и два её сельских филиала в Сольквице и Гертевице, затем, 1.09.1707 г. был переведен настоятелем церкви в Крёльпа. Как и в Верхнем Оппурге, здесь в ведении Кёрбера оказались и два филиала — в Биркигт и Лауснице. Именно в Крёльпа усилиями пастора Кёрбера была организована коммуна, существующая и в наши дни. Новаторские идеи Кёрбера многим казались неверными, что нередко приводило к конфликтам, но время всё расставляло по местам.
Ещё в 1700 году Кёрбер женился на графине Марии Элизабет фон Штауфенбуль (? — 11.12.1714, Крёльпа), которая, родив пятерых сыновей, оставила пастора вдовцом. 12 лет он в одиночестве поднимал и воспитывал детей и только в 1726 г. повторно вступил в брак с Анной Адельхайдой Тамарус, от которой имел ещё одного сына. Интересно, что всех своих сыновей от первого брака Кёрбер назвал Иоганнами. Они отличались лишь вторым именем:
☀ Иоганн Фридрих Кёрбер (Johann Friedrich Körber) (1701—1767)
☀ Иоганн Альбрехт Кёрбер (Johann Albrecht Körber) (1703 — ?)
☀ Иоганн Август Кёрбер (Johann August Körber) (1709 — ?)
☀ Иоганн Карл Кёрбер (Johann Carl Körber) (1710—1711)
☀ Иоганн Вильгельм Кёрбер (Johann Wilhelm Körber) (1713 — ?)
☀ Юлиус Кёрбер (Julius Körber) (1729—1740)
Сохранилось письмо стареющего пастора, адресованное им в 1733 г., в Ливонию старшему сыну Иоганну Фридриху. Несколько строк из него заслуживают особого внимания:

«Высокочтимый, сердечно любимый сын!
…Я хочу сказать, что с момента твоего отъезда я не могу расслабиться, поскольку другие сыновья не оставляют меня в покое и всё время вводят в расходы. Никто из твоих братьев ещё хорошо не устроен.
…Вильгельм с самого начала был мошенником, который вызывал только нарекания и раздражение, и его жизнь не изменилась к лучшему. И для него, и для меня было бы лучше, если бы он утонул ещё при первом купании. Не будет ему моей милости и моего благословения, так как он не желает изменяться к лучшему. Он уже полгода не показывается мне на глаза, и я не знаю, где он».
Отец так никогда и не узнал, что его беспутный сын Иоганн Вильгельм, упомянутый им в письме, окажется основателем одной из известных аристократических династий Кёрберов (Австрийская ветвь рода). Как раз в 1733 году он отправился искать счастья в Австрии. Родоначальником другой династии, только в Ливонии окажется и старший сын — Иоганн Фридрих — тот, кому было адресовано письмо (Ливонская ветвь рода).

## Австрийская ветвь рода
☀ Иоганн Вильгельм Кёрбер (Johann Wilhelm Körber) (6.04.1713 Крёльпа — ?)
В 1733 г. двадцатилетний Иоганн Вильгельм отправился искать счастья в Австрии. Там он поступил на военную службу и принял католическую веру. Иоганн Вильгельм отличился в кампаниях за польский престол и при графе А. Ю. Сулковском дослужился до чина драгунского капитана. Позже он находился на службе у Франца I Стефана в герцогстве Тешинском, где, вероятно, и скончался, оставив двух сыновей:
✪ Карл Фридрих фон Кёрбер (Carl Friedrich Theodor v. Körber).
✪ Карл Генрих Христиан фон Кёрбер (Karl Heinrich Christian v. Körber) (1.09.1754, Лисса — 1826 Бельско-Бяла Тешинское герцогство) — Президент суда Сулковского герцогства в годы правления графа Ф. Сулковского, что позволило ему восстановиться в дворянском сословии. Карл Генрих был женат дважды. От Каролины Эдле Хёниг фон Хёникштейн (Karoline Edle Hoenig v. Hoenickstein) у него был старший сына Франц, а от Эрнестины фон Рат (Ernesttine v. Rath) — Фердинанд и Карл:
★ Фердинанд фон Кёрбер (Ferdinand v. Körber) (Бельско-Бяла, 17.12.1798 — ?) — Капитан-лейтенант.
★ Карл фон Кёрбер (Karl v. Körber) (Бельско-Бяла, 19.05.1802 — 2.09.1853) — Генерал-майор пограничной бригады. Жена: Мари Барбара Мостин (Mary Barbara Mostyn).
★ Франц фон Кёрбер (Franz v. Körber) (Бельско-Бяла, 20.01.1787 — 16.07.1860, Вена) — Фельдмаршал-лейтенант. Был женат на Франциске Гюнцбург фон Штуценау (Franziska Günzberg v. Stützenau) (14.03.1823, Вена — 29.04.1891), от которой имел шестерых сыновей и двух дочерей:
① Филипп фон Кёрбер (Phillipp v. Körber) (26.12.1812, Пешт — 18.07.1861, Вена). Ректор Академии восточных языков. Был женат на Матильде Хёниг фон Хёникштейн (Mathilde Hoenig v. Hoenickstein), от которой имел четверых детей:
◆ Фридрих фон Кёрбер (Friedrich v. Körber) (31.12.1842, Вена — 6.11.1900, Париж). Руководитель бюро Государственных железных дорог.
◆ Мориц Франц фон Кёрбер (Moritz Franz v. Körber) (29.12.1845, Брунн — 31.03.1902, Вена). Высокопоставленный чиновник объединённого банка.
✿ Иоганн фон Кёрбер (Johann v. Körber) (9.01.1872, Вена — ?).
✿ Каролина фон Кёрбер (Karoline v. Körber) (27.09.1874, Вена — ?).
✿ Матильда фон Кёрбер (Mathilde v. Körber) (26.01.1879, Вена — ?).
◆ Йозефина Вальпурга Августа Барбара фон Кёрбер (Josephine Walpurga Augusta Barbara v. Körber) (9.05.1848, Брунн — ?). Муж: Жозеф Граф фон Франк (Joseph Graf v. Franck) (? — 20.04.1827, Вена); муж: Улис Фреёхерн фон Салис-Соглио (Ulysses Freiherrn v. Salis-Soglio) (? — 12.05.1848) Государственное казначей.
◆ Карл Боромус Максимилиан Мориц Йозеф фон Кёрбер (Karl Boromäus Maximilian Moritz Joseph v. Körber) (12.10.1849, Брунн — ?).
② Йозеф Франц фон Кёрбер (Joseph Franz v. Körber) (9.03.1815, Вена — 26.02.1853). Подполковник жандармерии в Вене, женатый на Эрнестине Эдл фон Гавениа (Ernestine Edle v. Gavenia) (31.10.1822, Вена — 19.05.1905).
◆ Эрнст Карл Франц Йозеф Томас Фридрих фон Кёрбер (Ernest Karl Franz Joseph Thomas Friedrich v. Körber) (6.11.1850, Трент — 5.03.1919, Гутенштайн (похоронен 15.03.1919, Вена)). Канцлер Австрии, дважды занимавший этот пост.
◆ Амалия Мария Эрнестина фон Кёрбер (Amalie Marie Ernestine v. Körber) (5.03.1852, Трент — 9.04.1857, Вена).
③ Феликс Карл фон Кёрбер (Felix Karl v. Körber) (9.03.1815, Вена — 14.05.1853, Вена). Подполковник жандармерии в Вене, женатый на Джулиане Франциске Центнэр (Juliana Franziska Centner) (24.06.1818, Линц на Дунае — 19.05.1903, Грац).
◆ Мария Анна Сидониа фон Кёрбер (Marie Anna Sidonia v. Körber) (6.06.1850, Милан — ?). Пианистка.
◆ Юлиус Фридрих Феликс Франц-Йозеф фон Кёрбер (Julius Friedrich Felix Franz-Joseph v. Körber) (9.05.1852, Вена — ?). Жена: Фелиция Виктория Сладек (Felicie Viktoria Sladek) (21.12.1858 — ?).
✿ Фелиция Барбара Джулия фон Кёрбер (Felicie Barbara Julie v. Körber) (7.03. 1887, Родгау — ?).
✿ Анна Антониа Барбара фон Кёрбер (Anna Antonie Barbara v. Körber) (27.06.1888 — ?).
④ Густав Адалберт Максимилиан фон Кёрбер (Gustav Adalbert Maximilian v. Körber) (27.08.1816, Вена — ?).
⑤ Вильгельм Август Йозеф фон Кёрбер (Wilhelm August Joseph v. Körber) (18.05.1818, Вена — ?). Капитан жандармерии.
⑥ Фредерика Амалия Мария фон Кёрбер (Friederike Amalie Marie v. Körber) (19.01.1819, Вена — ?).
⑦ Франц Павло Йозеф фон Кёрбер (Franz de Paulo Joseph v. Körber) (18.08.1826, Вена — 5.12.1842, Вена). Слушатель Военной Академии.
⑧ Максимилиана Албертина Иоганна Мария Гебхардина фон Кёрбер (Maximiliane Albertine Johanna Marie Gebhardine v. Körber) (26.07.1828, Вена — ?).

## Ливонская ветвь рода (Россия)
☀ Иоганн Фридрих Кёрбер (Johann Friedrich Körber) (28.04.1701, Обероппург — 07.04.1767, Хельме).
Кёрбер был женат на вдове своего предшественника в Тарвасту — пастора Антона Теофила Лау (Anton Theophil Lau). Анна Мария Райхенбах (Anna Maria Reichenbach) (29.07.1699, Рига — 1765, Хельме) была дочерью известного органиста Домского собора в Риге Фредерика Райхенбах и его жены — Анны Марии Хоппстадтен (Hoppstadten). Из пятерых детей пастора Кёрбера двое (Адам Фридрих и Мария Христиана) умерли, не прожив и 4-х лет). Осталась дочь и двое сыновей:
✪ Марта Элизабет Кёрбер (Martha Elisabeth Körber) (27.07.1734, Тарвасту — ?). Муж: пастор Иоганн Абрахам Винклер (Johann Abraham Winkler) (27.04.1722, Ревель — 08.1769, Феллин);
✪ Питер Фридрих фон Кёрбер дал начало аристократической линии;
✪ Пауль Иоганн Кёрбер продолжил духовную линию.

### Аристократическая линия

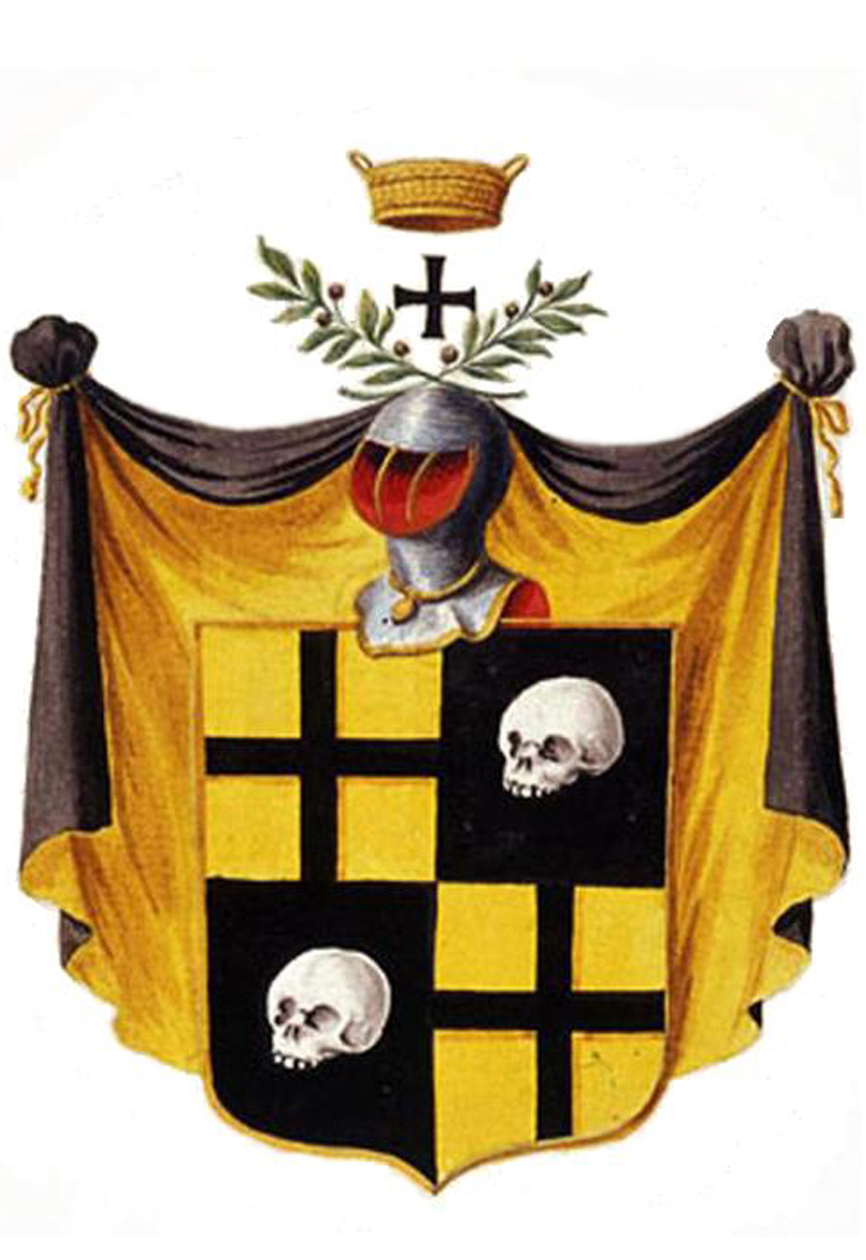
Peter Friedrich v. Körber

☀ Питер Фридрих фон Кёрбер (Peter Friedrich v. Körber) (27.3.1732, Тарвасту — 17.10.1799, Ревель)
После окончания школы отправился в Германию учиться на врача. Образование получил в университетах Галле, Эрфурта и Йены. 3.05.1756 г. Кёрбер защитил диссертацию и, получив степень доктора медицины, вернулся в Ливонию. В течение десяти лет работал при детском приюте в Ревеле, а затем — государственным врачом в округе Харьюмаа (Harjumaa) и Дерпте. В 1777, 1782 и 1783 г. отличился во время борьбы с эпидемиями натуральной оспы, причём в 1783 г. Кёрбер вместе с доктором Шулинусом занимался массовыми прививками крестьян Ливонии против натуральной оспы. Это произошло на 13 лет раньше официально зарегистрированной даты начала оспорививания, выполненного англичанином Дженнером. Кёрбер — автор несколько трактатов по медицине, член Стокгольмской Академии наук.
Большой авторитет завоевал Кёрбер не только как врач, но и как общественный деятель. В 1784 году в своей статье «Lieber die jährliche Hungersnot der lief- und estländischen Bauern», рассуждая о бедственном положении крестьян, Кёрбер на конкретных примерах убедительно показал, что прямым интересом помещика является процветание его крепостных. Ратуя за развитие торговли, он утверждал, что должны работать общие экономические механизмы для господина и его крестьян. Одновременно Кёрбер выступил с планом реформирования профессиональных гильдий, широко распространённых в Прибалтике.
Как выходец из духовенства Кёрбер был восстановлен в потомственном дворянстве. С 1793 года имена доктора Кёрбера и его жены Магарет Доротеи Ришеман (Margaretha Dorothea Riesemann) были включены в списки знатных семей Эстляндии.
① Иоганн Фридрих (Иван Петрович) фон Кёрбер (Johann Friedrich v. Körber) (18.02.1765, Ревель — 19.03.1823, Митау).
Среднюю школу окончил в Ревеле. С 1783 по 1787 гг. изучал медицину сначала в Берлинской Академии, затем Геттингенском университете. Получив 07.06.1787 г. степень доктора медицины (диссертация: «Трактат о тошноте и рвоте при беременности»), Кёрбер более полугода стажировался в лучших клиниках Парижа. Сразу по возвращении в Россию был назначен хирургом в императорский госпиталь в г. Фридрихсга́м (Финляндия), где оказывал помощь раненым в годы Русско-шведской войны 1788—1790 гг. Отличился при массовом поступлении раненых в бою у Керникоски 18.04.1790 г. После подписания мира продолжил работу в госпитале Фридрихсга́ма. С 1798 г. работал в военном госпитале в Риге, затем до 1806 г. (там же, в Риге) служил в должности медико-санитарного военного инспектора Ливонии. В 1808 г. высочайшим указом Кёрбер был назначен медицинским представителем правительства на Кавказе и Черноморском побережье. 7.12.1809 г. по линии Департамента внутренних дел Кёрбер был переведен в Митау на должность медицинского администратора Курляндской губернии.
Участник Отечественной войны 1812 г. Возглавлял хирургическую службу и непосредственно оказывал помощь раненым в осаждённой франко-прусским корпусом маршала Макдональда Риге. За участие в обороне Риги был награждён орденом Св. Владимира IV степени.
После окончания военных действий, в чине Статского советника (1816 г.) Кёрбер продолжил службу в Митау в прежней должности. Он был почётным членом московского общества «Фармацевт» и членом-корреспондентом Медико-хирургической академии в Петербурге. Кёрбер оказался автором одной из первых классификаций лекарственных средств, которая долгое время применялась на территории России. Умер Кёрбер на 58-м году жизни, похоронен в Митау.
Первой женой Кёрбера была дочь ревельского адвоката Анна Генриетта Бринк (Anna Henriette Brinck) (13.12.1771 — 1790). Она умерла при рождении старшего сына:
❶ Пауль Эдуард фон Кёрбер (Paul Eduard v. Körber) (1790 — 1.06.1811). Трагически погиб (утонул в Волге). Похоронен в Риге.
Второй женой Кёрбера стала Анна Маргарита фон Стэвен (Anna Margaretha v. Steven) (22.10.1774, Фридрихсга́м — 28.05.1849, Ревель). Она родила Иоганну Фридриху двух, не оставивших потомства, сыновей и пятерых дочерей:
❷ Катарина Маргарита Кёрбер (Catharina Margarethav. Körber) (3.01.1791, Фридрихсга́м — 7.08.1843, Ревель). Была женой адвоката Верховного суда в Ревеле Адама Христофа Иоганна Хепнера (Adam Christoph Johann Hoeppener) (1785—1837). В семье было 8 детей, носивших фамилию Хепнер, трое из которых умерли в младенчестве.
❸ Христиан Фридрих фон Кёрбер (Christian Friedrich v. Körber) (18.12.1792, Фридрихсга́м — 30.07.1794).
❹ Георг Иоганн фон Кёрбер (Georg Johann v. Körber) (4.11.1795, Фридрихсга́м — 18.07.1820, Митау). Изучал медицину сначала в Дерпте, затем в Берлине, Вюрцбурге и Париже, где в 1820 г. получил степень Доктора медицины. В том же году умер после возвращения в Митау.
❺ София Анна фон Кёрбер (Sophia Anna v. Körber) (11.11.1797, Фридрихсга́м — 19.03.1839 Ревель). Была замужем за консулом в Бразилии Фабианом Эдуардом Хепнером (Fabian Eduard Hoeppener), с которым имела 11 детей, носивших фамилию Хепнер. Часть детей умерли в раннем возрасте.
❻ Карл Антон фон Кёрбер (Carl Anton v. Körber) (18.04.1800, Рига — после 1837, Санкт-Петербург) студент юриспруденции сначала в Берлине (1817—1819 гг.), затем в Дерпте (1819—1822 гг.). В 1823 г. был назначен секретарём управления юстиции Ливонии. В 1830 г. переехал в Санкт-Петербург, где до 1832 г. преподавал немецкий язык в Первом кадетском корпусе (по другим сведениям в Пажеском корпусе) и одновременно до 1837 г. в Коммерческом училище. С 1834 г. был женат на Мари Коттер (Marie Kotter). Детей в семье не было.
❼ Филиппина фон Кёрбур (Philippine v. Körber) (26.06.1807, Рига — 29.09.1853, Ревель)
❽ Шарлотта Вильгельмина Элизабет фон Кёрбур (Charlotte Wilhelmine Elisabeth v. Körber) (17.07.1808 Митау — 1873).
② Питер фон Кёрбер (Peter v. Körber) (1770—1773).
③ Питер Генрих фон Кёрбер (Peter Heinrich v. Körber) (1774 — ?).
Дальнейшего развития эта линия Ливонской ветви рода Кёрберов не получила.

### Духовная линия (продолжение)

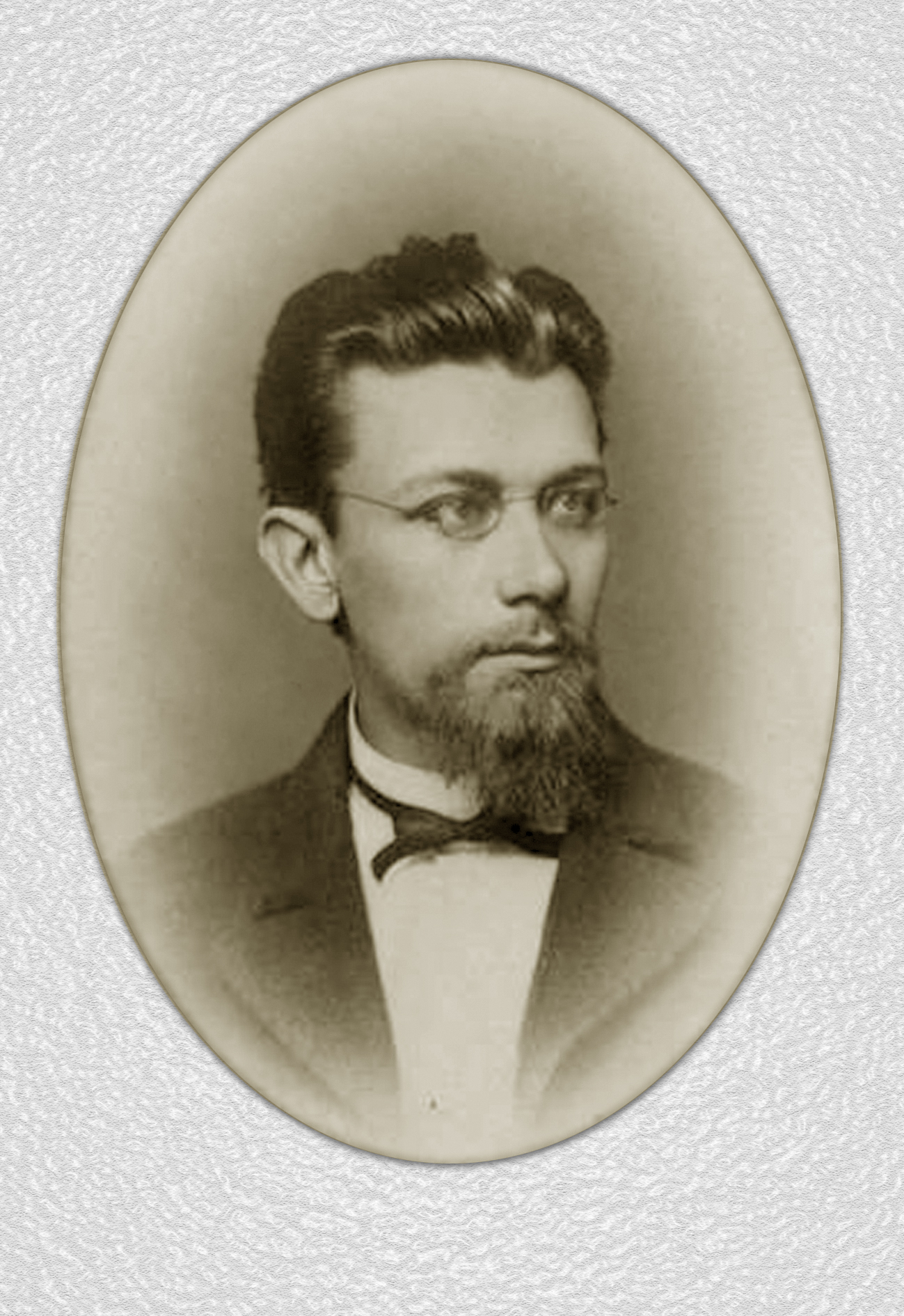
Karl Körber

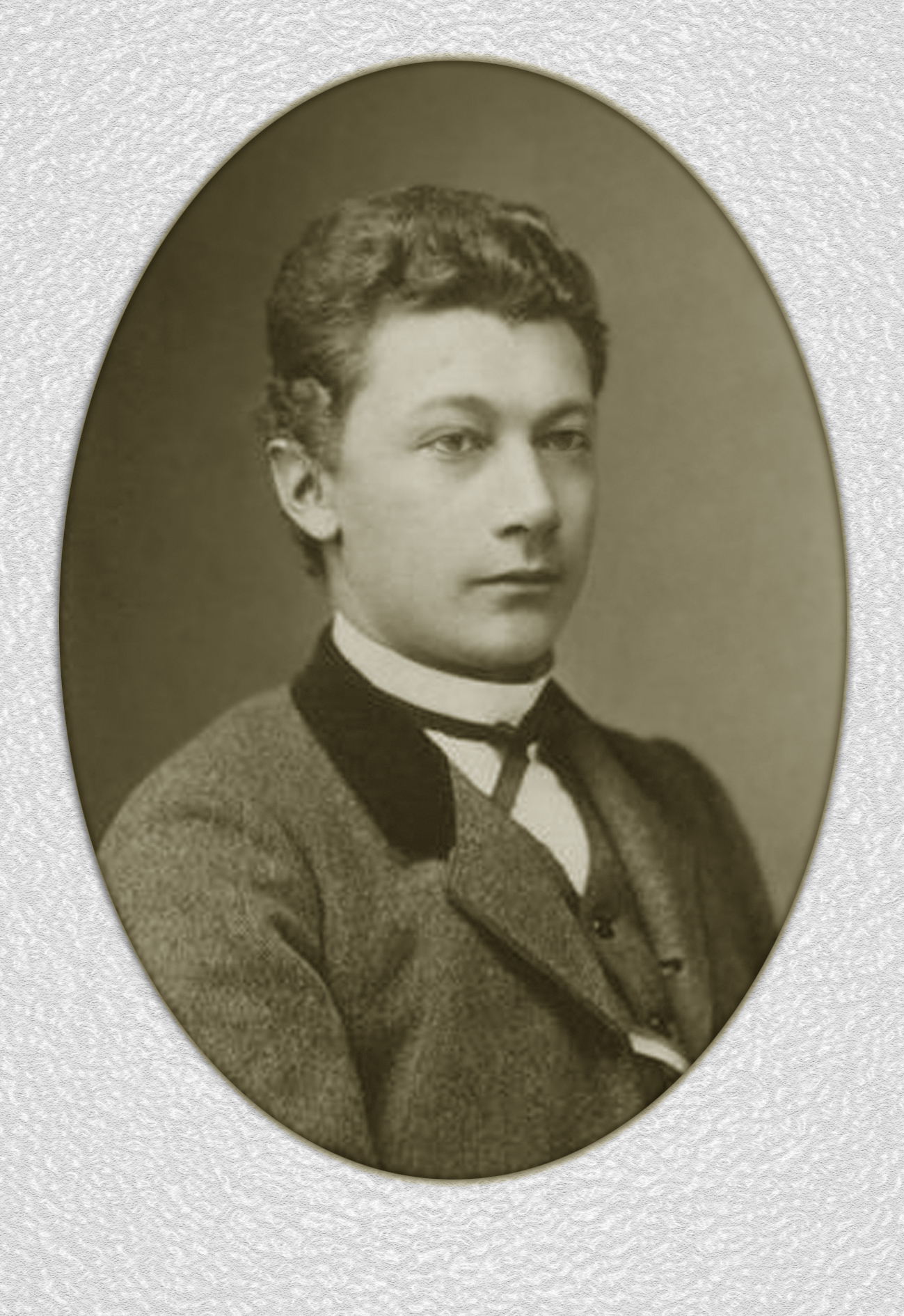
Theodor Körber

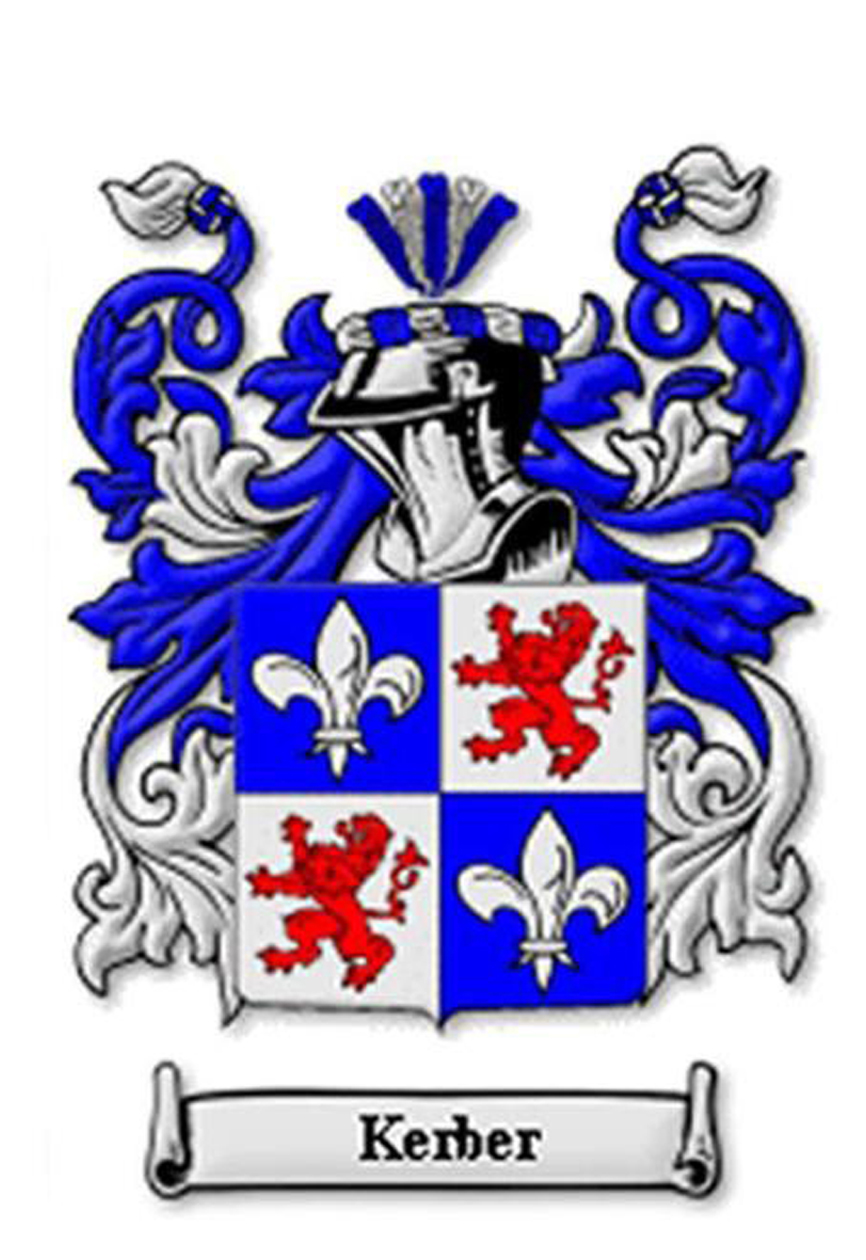
Bernhard Eduard Otto v. Körber

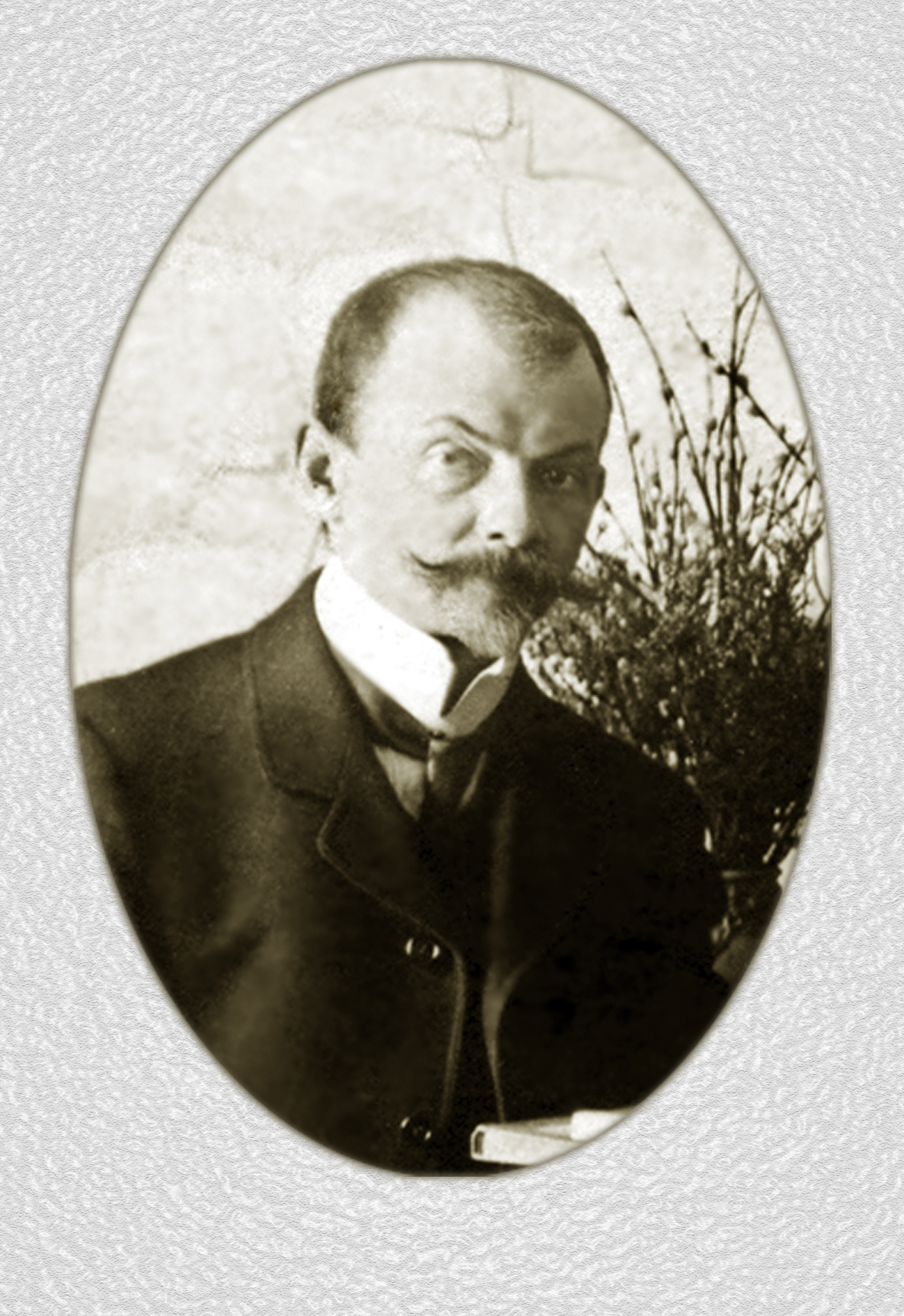
Udo Conrad v. Körber

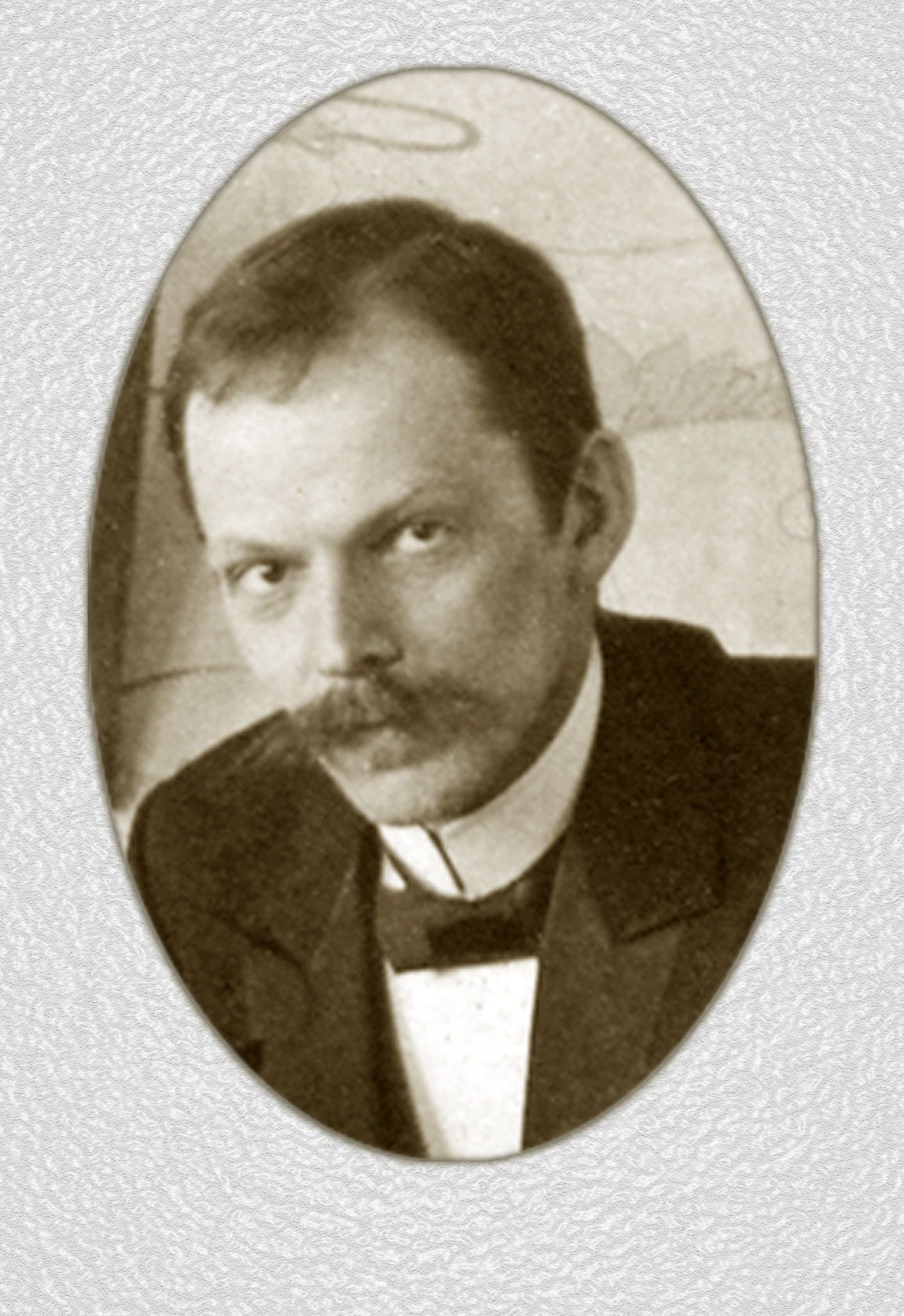
Erich Conrad v. Körber

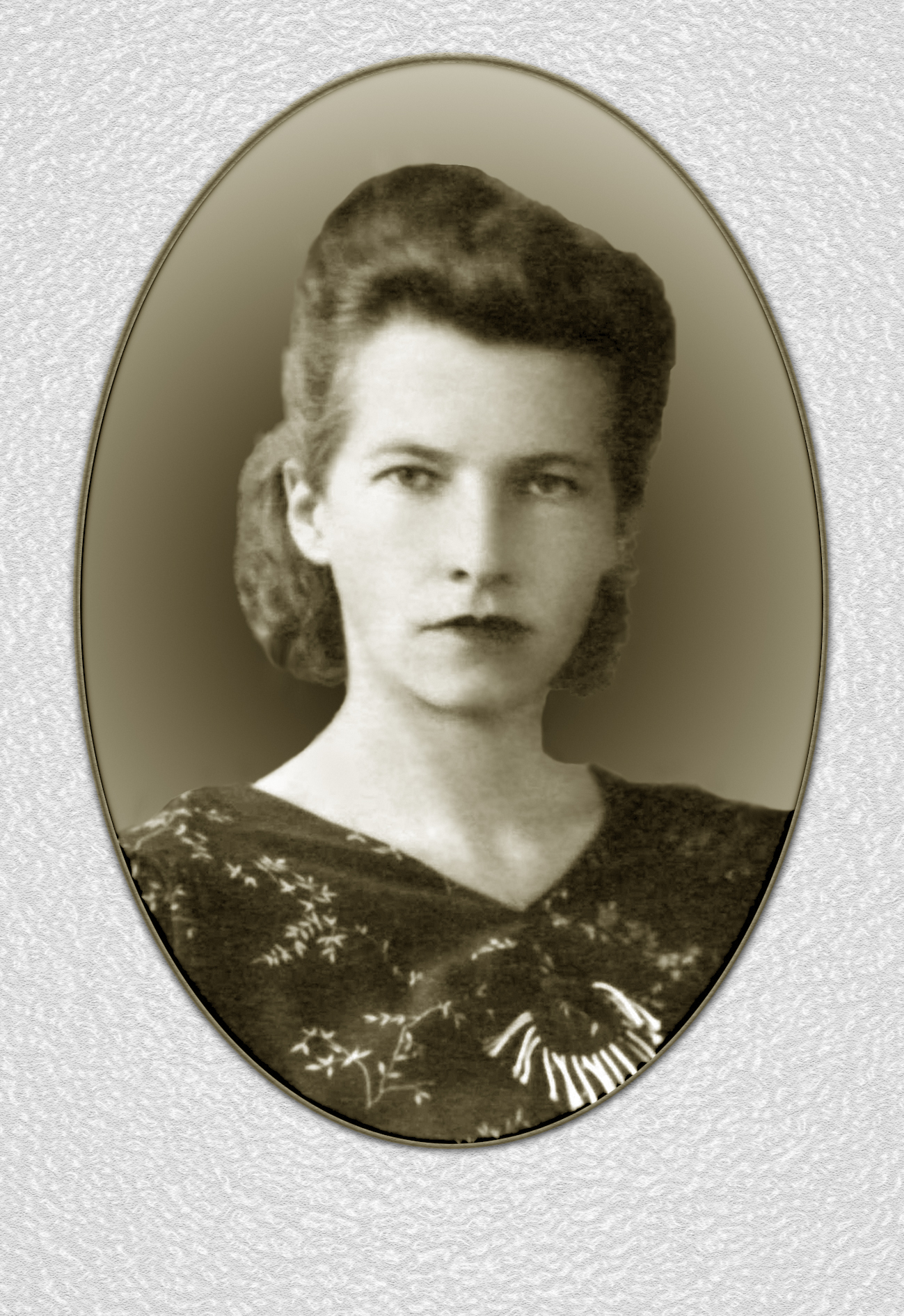
Helene Körber

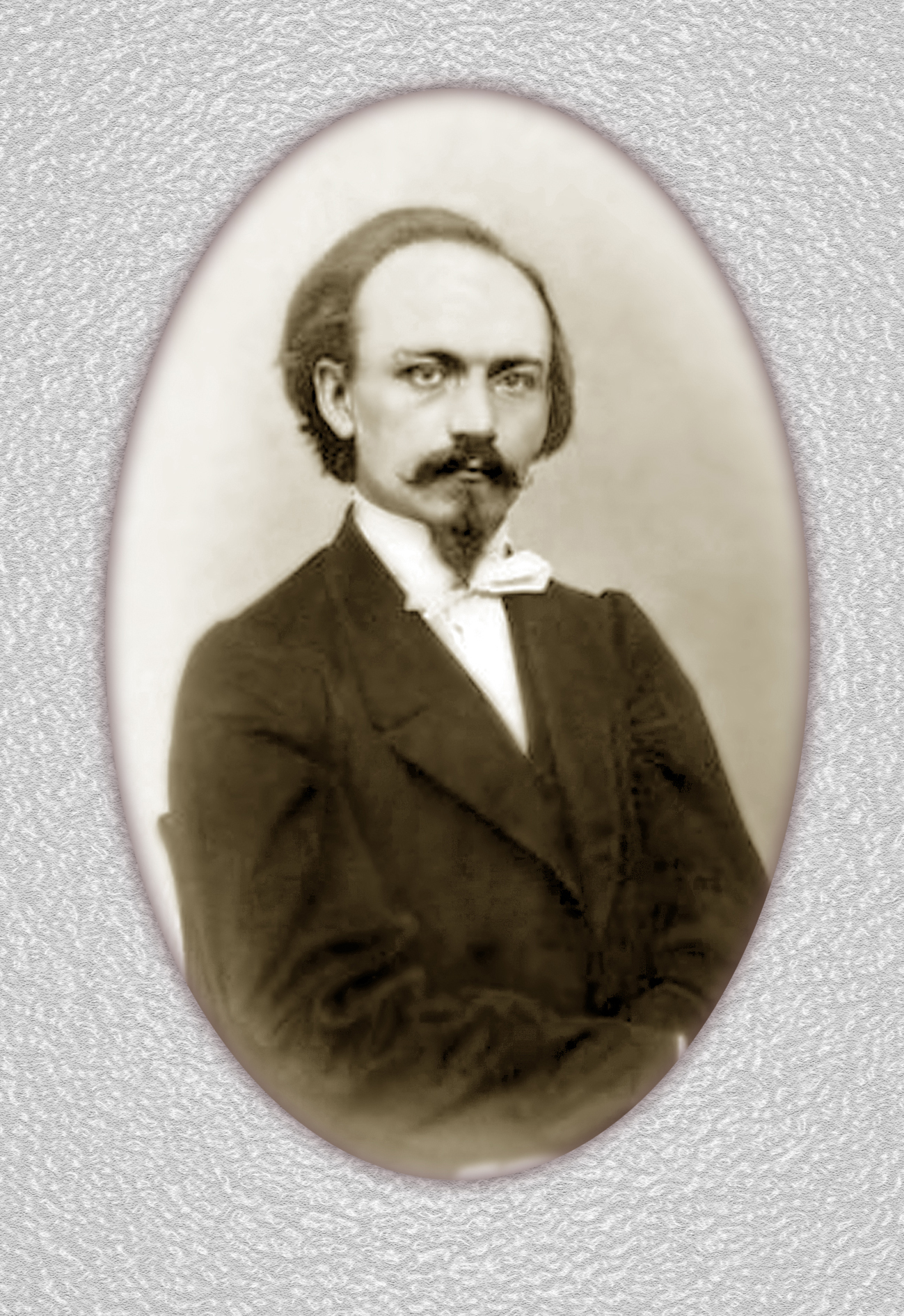
Eduard v. Körber

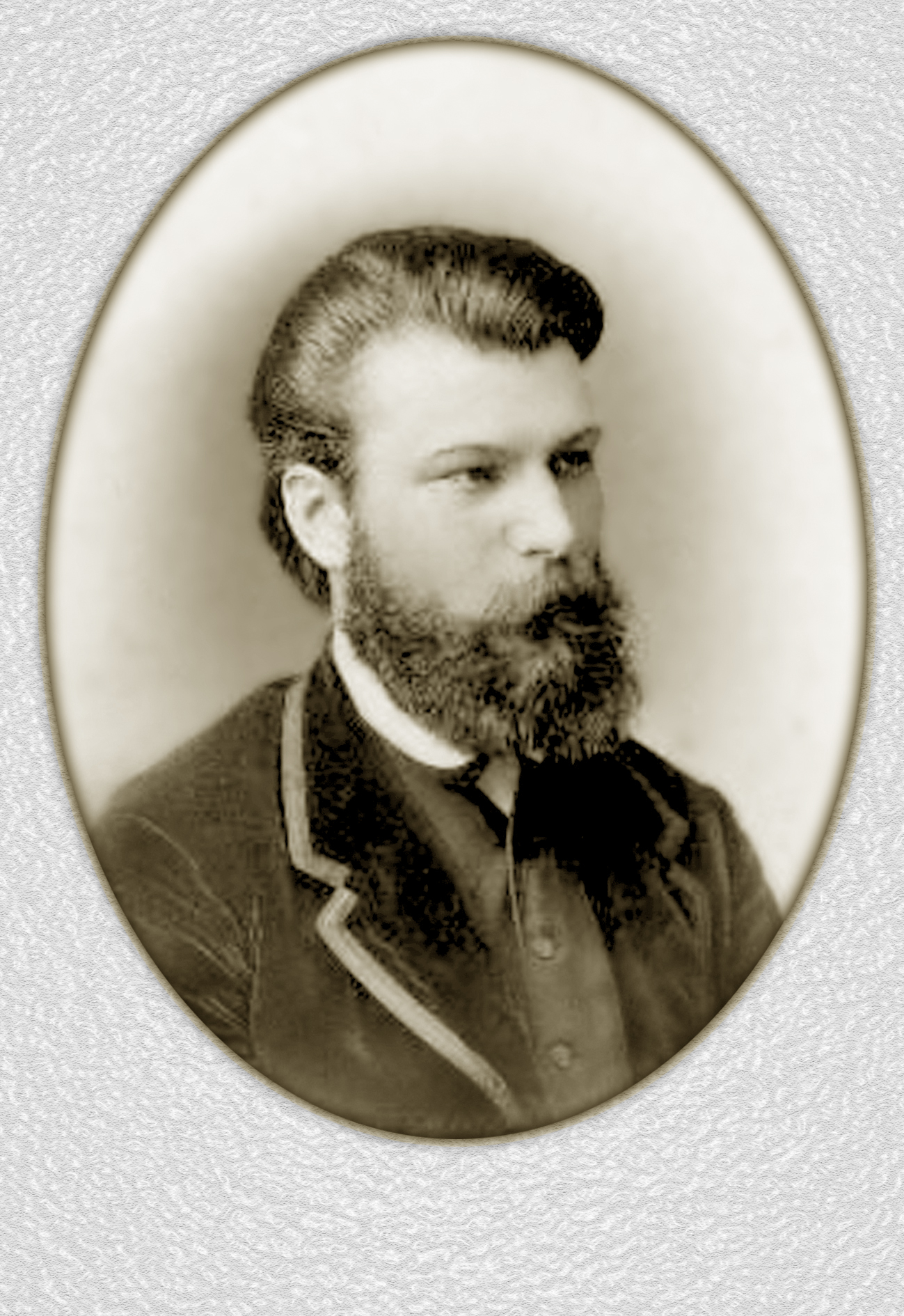
Johannes R.I. Körber

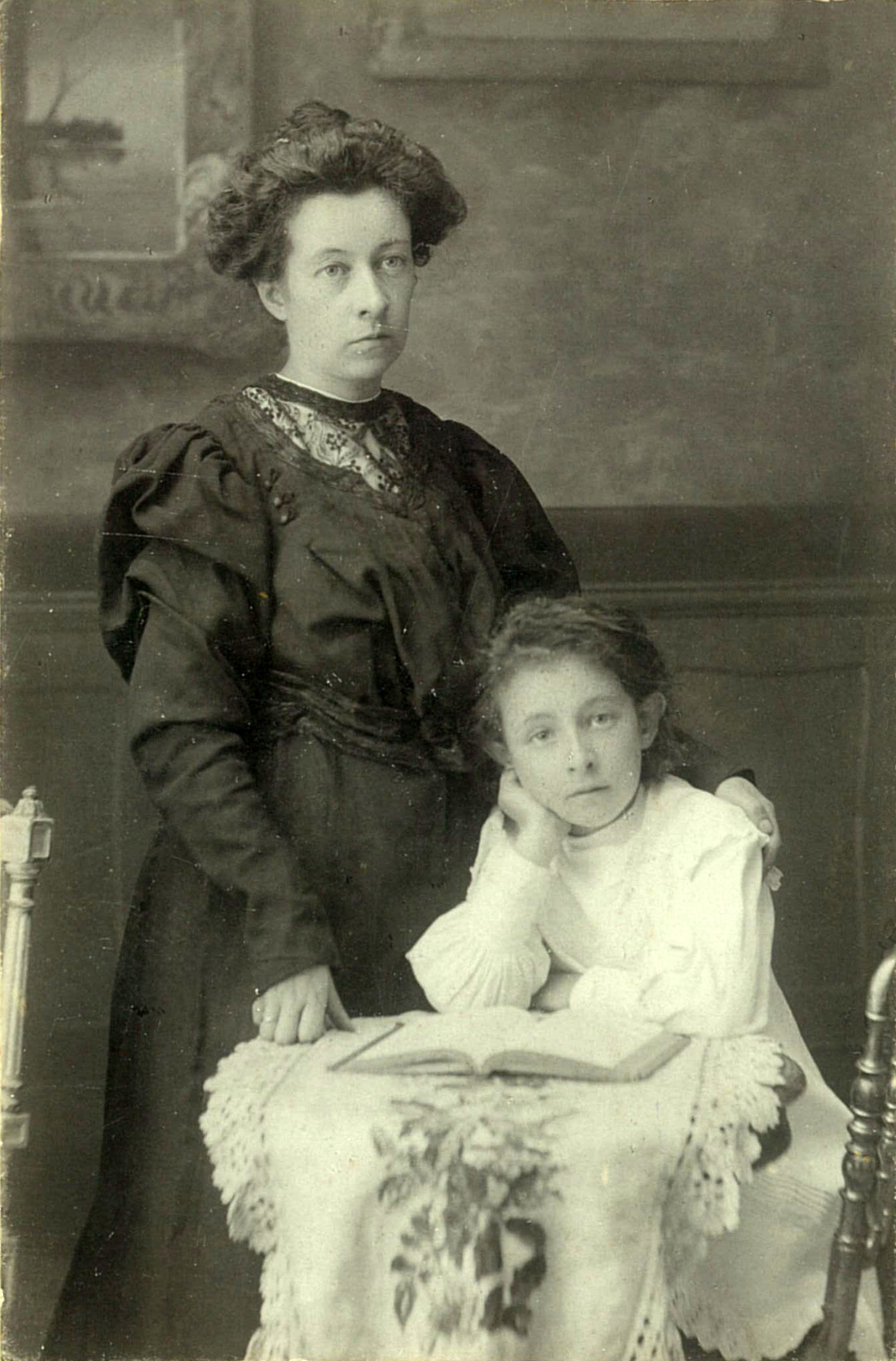
Lilly Puhk (Körber)

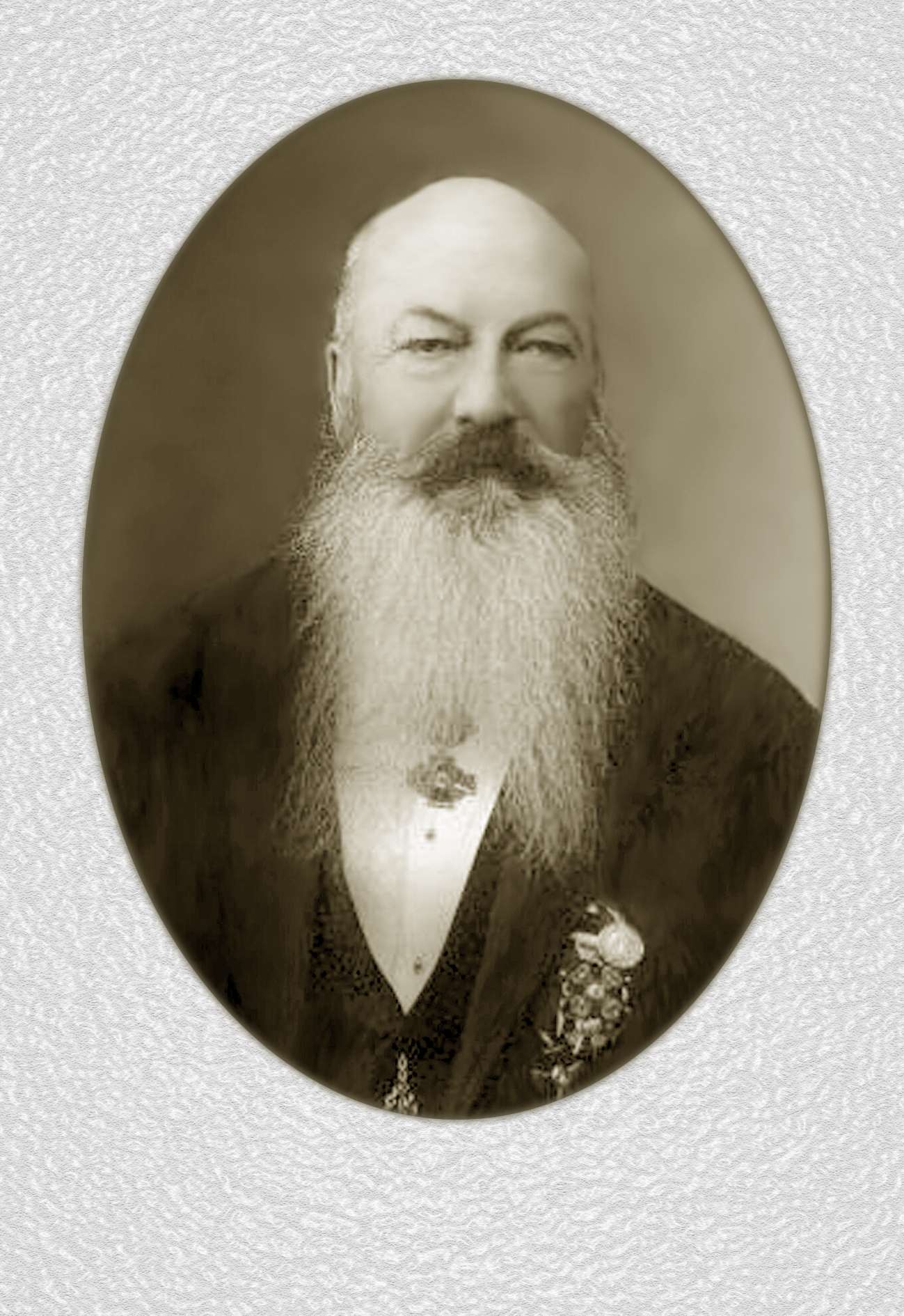
Arnold v. Körber

✪ Пауль Иоганн Кёрбер (Paul Johann Körber) (20.10.1735, Тарвасту — 14.11.1795, Вынну). Лифляндский пастор, родоначальник ливонской ветви Кёрберов.
① Эдуард Филипп Кёрбер (Eduard Philipp Körber) (17.06.1770, Тори (Торгель) — 12.02.1950, Вынну). Пастор в Вынну.
❶ Паулина Иоганн Кёрбер (Pauline Johanna Körber) (5.02.1800, Вынну −10.12.1863, Дерпт). Семьи не имела.
❷ Карл Эдуард Антон Кёрбер (Carl Eduard Anton Körber) (23.05.1802, Вынну — 23.04.1883, Дерпт). Пастор из Феннерн.
⑴ Марго Кёрбер (Margo Körber) (16.03.1843 — 15.08.1851)
⑵ Лина Кёрбер (Lina Körber) (23.08.1845 — 1930, Тарту). Жена выпускника Дерптского университета, Доктора медицины, чиновника Медицинского управления Могилева и одновременно врача духовной семинарии Германа Мартина Августа Экерта (Hermann Martin August Eckert) (10.11.1835, Мезоттен, Курляндия — 19.08.1871, Могилев).
⑶ Карл Кёрбер (Karl Körber) (04.04.1847, Феннерн — 10.07.1900, Алешки под Херсоном). Выпускник Дерптского университета, Доктор медицины. Работал врачом в Керчи, Алешки, Вильно. После выхода в отставку из-за потери зрения вернулся в Алешки. Был женат на Марии Кошлиц (Marie Koschlitz) (26.01.1855 — 1904 Алешки). Детей не было.
⑷ Теодор Кёрбер (Theodor Körber) (15.03.1849, Феннерн — 05.12.1909, Сосвин, Пермская губ.) Учился в Дерптском университете. Работал в школе Тамбова, затем продолжил образование в Лесной Академии Нойштадт Эберсвальде (Германия). В России работал Лесным чиновником в Одоевском уезде Тульской губ., а с 1877 — в Белорецке Оренбургской губ. В 1907 после смерти жены перебрался в Сосвин Пермской губ., Жена — Александра Аполлоновна Дмитриева (2.08.1860 С.-Петербург — 31.05.1907) — воспитанница Смольного института.
ⓐ Владимир Теодорович Кербер (6.11.1892, Белозерск, — 17.03.1944). Учился в гимназии Юрьева, затем продолжил образование в С.-Петербурге. Был женат (1909) на Нине Александровне Истоминой.
✿ Галина Владимировна Кербер.
ⓑ Александра Теодоровна Кербер (7.06.1886, Белозерск — 29.01.1943, Муром). Была замужем за Константином Васильевичем Коржинским.
ⓒ Николай Теодорович Кербер (1.12.1887, Белозерск — ?) Учился на математическом факультете Юрьевского университета. Пропал в 1917 г.
ⓓ Фёдор Теодорович Кербер (18.03.1890, Белозерск — 1916, Варшава). Участник I Мировой войны; вольноопределяющийся. Погиб под Варшавой
ⓔ Сергей Теодорович Кербер (10.1892, Белозерск — ?). В 1917 г. проживал в Москве.
ⓕ Мария Теодоровна Кербер (?, Белозерск — 22.01.1976). В 1917 г. проживала в Москве. Была замужем за Павлом Александровичем Колпаковым.
ⓖ Феодосия Теодоровна Кербер (21.06.1898, Белозерск — ?). В 1917 г. проживала в Москве. Была замужем за Владимиром Николаевичем Покровским.
⑸ Мина Кёрбер (Minna Körber) (15.11.1850, Феннерн — 1919, Владимир). Была замужем за кузеном Иммануилом Кёрбером, после развода с которым жила с дочерью Лили (см. ниже) в усадьбе под Владимиром, где они обе умерли от тифа в 1919 г.
⑹ Мария Кёрбер (Maria Körber) (23.11.1864, Феннерн — 27.09.1887, Дерпт). Девица.
❸ Генриетта Элеонора Александрина Кёрбер (Henriette Eleonore Alexandrine Körber) (21.05.1804, Вынну — 24.04.1809, Вынну).
❹ Фридрих Александр Амандус Кёрбер (Friedrich Alexander Amandus Körber) (26.10.1805, Вынну — 28.04.1827, Дерпт). Умер в годы учёбы на медицинском факультетеа Дерптского университета.
❺ Людвиг Август Иммануил Кёрбер (Ludwig (Louis) August Immanuel Körber) (15.11.1808, Вынну — 16.11.1892, Дерпт). Был женат: Хелен Элизабет Ген (12.03.1809 — 10.01.1885) — правнучке известного историка Ливонии, бургомистра Дерпта Фридриха Конрада Гадебуша, а также кузине историка, литературоведа, филолога Виктора Амандуса (Амадеуса) Гена;
⑴ Бернгард А́вгустович фон Кёрбер (Bernhard Eduard Otto v. Körber) (20.05.1837, Вынну — 18.05.1915, Юрьев) — профессор судебной медицины и гигиены в Дерпте. Жена: Хаген Готтон Берта Августа (Hagen Gotton Berta Auguste) (18.11.1832, Дерпт — 23.02.1912, Юрьев). Дочь художника Хагена Августа Маттиаса.
ⓐ Людвиг Бернгардович фон Кербер (с ноября 1916 г. — Корвин) (Ludwig August Bernhard v. Körber) (19.04.1863, Ринген — 09.04.1919, Лондон). Вице-адмирал Российского флота. Жена Ольга Фёдоровна фон Шульц (Olga Augustina Gottliebe v. Schillz) (08.02.1866, С.-Петербург — 22.06.1942, Ленинград) — дочь контр-адмирала Фёдора Богдановича фон Шульца.
✿ Виктор Львович (Людвигович) Кербер (с ноября 1916 г. — Корвин-Кербер, после 1942 г. — Корвин) (Victor Oskar v. Körber) (13.12.1894, Ревель — 17.07.1970, Ленинград) — морской лётчик, авиаконструктор, специалист в области авиапромышленности. Жена: Беккер Юлия Леопольдовна (Julie Marie Wilhelmine Becker) (17.10.1896, Баку — 17.09.1994, Санкт-Петербург).
◆ Ирина Викторовна Кербер-Корвин (8.02.1920, Таганрог — 18.11.2004, Санкт-Петербург). Инженер-строитель. Муж: Копытов Артемий Михайлович (14.03.1919, Великий Устюг — 8.05.1977, Ленинград). Инженер-строитель.
◆ Павел Викторович Кербер-Корвин (23.04.1924, Москва — 21.01.1942, Ленинград). Погиб во время блокады Ленинграда.
✿ Леонид Львович (Людвигович) Кёрбер (Leonid v. Körber) (17.06.1903, Санкт-Петербург — 9.10.1993, Москва) — крупный специалист в области авиационного оборудования. Доктор технических наук, заместитель Генерального конструктора. Жена: Шишмарёва Елизавета Михайловна (4.01.1904, Санкт-Петербург — 7.01.1996, Москва). Литературная переводчица.
◆ Михаил Леонидович Кёрбер (4.06.1932, Севастополь) Доктор химических наук, профессор. Жена: Скрипченко Наталья Ивановна (24.02.1932, Харьков).
◆ Лев Леонидович Кёрбер (21.10.1937, Москва — 2.01.1993, Москва). Авиаинженер.
✿ Борис Львович (Людвигович) Кёрбер (Boris v. Körber) (27.04.1907, Санкт-Петербург — 28.11.1978, Москва) — крупный специалист в области авиационного оборудования, заместитель Генерального конструктора. Жена: Алексеева Антонина Петровна (14.10.1908, Зятьково — 10.09.1992, Москва).
◆ Ольга Борисовна Кёрбер (24.08.1937, Москва). Специалист по авиационному оборудованию. Муж: Харитонов Игорь Николаевич (21.01.1938 — 5.06.2000, Москва). Авиаинженер.
◆ Алексей Борисович Кёрбер (10.06.1941, Саратов). Специалист по авиационному оборудованию. Жена: Овчаренко Виктория Ивановна (16.97.1941, Донецк).
ⓑ Оскар Бернгардович фон Кёрбер (Oskar Carl v. Körber) 1874, (27.01.1874, Кронштадт — 26.03.1946, Луккау). Был женат дважды: 1. Елена Кёрбер (Helene Körber) (22.04.1874, Минск — ?), дочь дяди Иммануила Кёрбера. 2. Эрнэ Элизабет Бейтж (Erna Elisabeth Baetge) (12.01.1885, Ревель — 1947, Луккау). Первые четверо детей Оскара Кербера родились в первом браке, остальные — во втором.
✿ Александр Оскарович Кербер (с 1918 г. — Корвин) (Alexander Udo Paul v. Körber) (16.01.1900, Москва — 7.08.1929, Ленинград). В 1914 г. окончил гимназию в Феллин. С началом войны в Петрограде поступил в Гардемаринские классы. С 1917 г. участвовал в Первой мировой войне (мичман) в составе экипажа подводной лодки АГ-11. Во время октябрьских событий в Петрограде недолго был командиром лодки. 2.04.1918 г., за день до высадки германского десанта, в гавани Ганге отряд лодок «АГ» с плавбазой «Оланд» и сторожевиком «Ястреб» были взорваны. Экипажи по суше перебрались в Гельсингфорс. 5 апреля со вторым отрядом кораблей Балтийского флота Кербер участвовал в ледовом переходе в Кронштадт. В 1918 г. сменил фамилию на Корвин. В марте 1921 г. оказался среди мятежников, поднявших Кронштадтское восстание. После подавления мятежа был осуждён на пять лет каторги. В 1923 г. освобожден по амнистии. Вернулся в Ленинград, где вскоре женился. Работал на заводе «Кооператор», бывшем чугунолитейном заводе «Сан-Галли» на Лиговке (его снесли уже после 2000 года). Александр умер в Ленинграде 7 августа 1929 года. Обстоятельства его смерти не известны. Жена: Альвина Пуш-Вазет (Alwine Pus-Wazet) (4.25.1897, Даугавпилс — ?)
◆ Валентина Александровна Кербер-Корвин (14.01.1925, Ленинград — ?)
✿ Николай Бернгард Эрих Людвиг фон Кёрбер (Nicolai Bernhard Erich Ludwig v. Körber) (10.08.1901, С.-Петербург — 20.09.1927, Ревель). Среднее образование получал сначала в гимназии Ревеля (1913—1914 гг.), затем Гельсингфорса (1916—1917 гг.) и вновь Ревеля (1918—1919 гг.). В декабре 1919 г. вступил в Балтийский полк, в составе которого против большевиков воевал его отец. Под командованием полковника Уайта служил до лета 1921 г. Получил Георгиевский крест IV ст. за храбрость. С 12.09.1921 по 13.04.1922 гг. — студент математического факультета Юрьевского университета. С 20.04.1922 по 1926 гг. продолжил образование в Дрездене. Будучи студентом, совершил несколько поездок в Тюрингю, на родину предков в Крёльпа и Оппург. В 1926 г. заболел туберкулезом, от которого и умер в лечебнице в Ревеле.
✿ Георг Рейнгольд фон Кёрбер (Georg Reinhold v. Körber) (1.01.1903, Раскулицы (усадьба б. Корфа), — 13.01.1921, Феллин). В детском возрасте долго лечился от туберкулеза. В 1911 г. в Ревеле посещал частную школу госпожи Рамм, затем учился в Кронштадте и в 1914—1916 гг. в соборной школе в Ревеле. Завершил среднее образование в Гельсингфорсе. В 1920 г. вступил в учебный батальон Балтийского полка в Ревеле. Вскоре во время учений заболел воспалением легких, от которого скончался.
✿ Олаф фон Кёрбер (Olaf v. Körber) (8.04.1904, Раскулицы (усадьба б. Корфа) — ?). В 1916—1925 гг. учился в Феллин, затем в Ревеле был учеником в компании Йоакима Пухка. В 1927 г. покинул Эстонию. Пропал без вести.
✿ Ульрих фон Кёрбер (Ulrich v. Körber), (11.02.1913, Москва — ?). Эмигрировал с родителями в Финляндию. В составе финской армии участвовал во Второй мировой войне в боях на Карельском перешейке.
✿ Барбара фон Кёрбер (Barbara v. Körber) (28.05.19I4, Кронштадт — ?) Эмигрировала с родителями в Финляндию.
✿ Элизабет Дагмар фон Кёрбер (Elisabeth Dagmar v. Körber), (28.05.19I4, Крогнштадт — ?). Эмигрировала с родителями в Финляндию.
✿ Бенджамин фон Кёрбер (Benjamin v. Körber) (8.09.1917, Хельсинки — ?) Родился и проживал в Финляндии.
ⓒ Удо Бернгардович фон Кербер (Udo Conrad v. Körber) (14.07.1876, Кронштадт — 06.02.1929, Колпино /Ленинград/). Среднее образование получил в гимназии Пярну, затем изучал химию в Политехническом институте в Риге. В 1903 работал химиком-технологом. С 1906 г. возглавлял химическую лабораторию броневых сплавов на Ижорском заводе в Колпино (Петербург). Участник Первой мировой войны. После революции 1917 г. продолжил работу на Ижорском заводе. Неоднократно арестовывался НКВД, но каждый раз освобождался. Умер от туберкулёза. Жена Катарина Мартынова (14.07.1887, Рига — 16.06.1929, Колпино /Ленинград/). Дочь крупного рижского промышленника Людвига Мартынова. Умерла от кровоизлияния в мозг вскоре после мужа. Оба похоронены на колпинском кладбище.
✿ Гизела Кербер (Санкт-Петербург, 12.06.1911 — после 2000 г., Германия)
✿ Эрика Астрид Кербер (Санкт-Петербург, 16.03.1914 — после 2000 г., Германия). Обе сестры после смерти родителей были увезены тётушкой Эммой Мартыновой в Ригу, где приняли фамилию Мартыновы. С аннексией Латвии репатриировались в Германию. Семей не имели. Умерли после 2000 г.
ⓓ Эрих Бернгардович фон Кербер (Erich Conrad v. Körber) (16.03.1878, Кронштадт — 1934, Новозыбков). Учился в начальной школе Дерпта. Окончил гимназию в Пярну, вслед за тем уехал изучать лесное хозяйство в ботанический сад и дендропарк при Королевской Прусской Академии лесного хозяйства в Ганноверш-Мюндене. Окончил университет в Мюнхене. Он занял должность главного лесничего в имении Румянцева-Задунайского (село Великая Топаль и Новозыбков) в Брянской губернии, которое в те годы принадлежало князьям Долгоруковым. Позже стал главным лесничим всех имений князей Долгоруковых в Черниговской губернии. Незадолго до революции Эрих приобрёл собственное имение под Смоленском. После Октябрьской революции жил с семьей в Новозыбкове, где умер от туберкулёза в 1934 г. Жена: Вера Александровна Фелизен.
✿ Елена Эриховна Кербер (1910—1991, Ростов-на-Дону). Окончила среднюю школу в Новозыбкове, с 1929 г. училась в Воронежском сельскохозяйственном институте. После окончания института работала сначала в Курске, затем в Орле. С началом Отечественной войны вдвоём с дочерью эвакуировалась в Пензенскую область, откуда в конце 1943 года после освобождения города перебралась в Ростов-на-Дону. Здесь работала в спирттресте до 1982 года, когда в возрасте 72 лет вышла на пенсию. Муж: Евгений Семенович Шостаковский — в 1938 году был репрессирован и расстрелян два года спустя. Дочь Зоя Евгеньевна Шостаковская, в замужестве Арутюнова.
✿ Александр Эрихович Кербер (1913—1933, Воронеж). Страдал расстройством психики. Умер от истощения во время голода в средней полосе России.
⑵ Эдуард Фридрих Эрнст Кёрбер (Eduard Friedrich v. Körber) (13.11.1838, Вынну — 1869, Михайловское). Окончил Дерптский университет, Доктор медицины. В 1866 г. в диссертации «Ueber Differenzen des Blutfarbstoffes» («О различиях в пигменте крови») впервые показал, что гемоглобин только что родившегося ребёнка гораздо устойчивее к действию кислот и щелочей, чем гемоглобин взрослого, или даже ребёнка, но более старшего возраста. Тем самым открыл фетальный гемоглобин, что имеет существенное практическое значение в клинической неонатологии и судебной медицине. Метод определения его устойчивости к денатурации щелочью сохранился под названием «метод Кербера». После окончания университета Э. Кёрбер получил назначение в Военное ведомство и был направлен на Кавказ, где заразился и вскоре скончался от тифа. Жена: Кэролайн Шарлотта Нелли Рытген, (Caroline Charlotte Nelly Röthgen) (05.02.1845, Цинтенгоф — 11.02.1901, Москва) — дочь директор суконного завода Густава Рытгена. После смерти мужа проживала в Москве — директор церковной школы в Москве.
ⓐ Эллен Кёрбер. Учитель в церковно-приходской школе в Москве.
⑶ Эдуард Виктор Кёрбер (Eduard Viktor Körber) (17.06 1840, Вынну — 10.16.1903, Юрьев). После окончания гимназии учился в Дерптском университете. Окончил экономический факультет в 1861 году. Первые годы зарабатывал частным преподаванием немецкого языка в Киеве, затем с 1871 г. в Москве 2 года в лицее Каткова. В 1872 г. переехал в Кронштадт, где преподавал немецкий язык в гимназии. Вскоре вернулся в Дерпт, где продолжил преподавать в гимназии. Жена: Елена Леллекен (Helene Lelleken) (7.17.1862, Нарва — 22.11.1908, Рига)
ⓑ Ирен Кёрбер (Irene Körber) (13.04.1887, Кронштадт — ?). Была замужем за своим дядей Морицем Кербер.
⑷ Иоганнес Рейнгольд Иммануил Кёрбер (Johannes Reinhold Immanuil Körber) (2.10.1842, Вынну — 21.01.1918, Феллин). После окончания гимназии поступил на медицинский факультет Дерптского университета, но вскоре перевёлся на юридический, который и окончил в 1866 году. В 1867—1868 годах работал нотариусом в Пярну, затем, до 1871 г. — судьей в Феллинском приходе. С 1877 по 1889 служил асессором окружного суда, позже стал адвокатом. С 1888 года директор кредитного и сберегательного банка в Феллин и редактор местной газеты «Ведомости». После революции в январе 1918 был арестован большевиками. Осуждён к ссылке, но 21.01.1918 года был найден в камере мёртвым. Жена: Елена Ядвига Шёлер Helene Hedwig Schöler, (8.05.1843, Феллин — ?).
ⓐ Маргарет Кёрбер (Margarethe Körber) (30.06.1880, Феллин — ?). Была замужем за юристом, секретарём суда Георгом Магнусом Сильвестром фон Фрейман (Georg Magnus Sylvester von Freymann)(31.12.1870 — ?). После революции был арестован большевиками, однако сумел вырваться. В 1919 г. оказался в Берлине в качестве директора Балтийского Совета доверия. Занимался литературной деятельностью.
ⓑ Анна Элен Кёрбер (Anna Helene Körber) (15.05.1882 Феллин — ?). Была женой Альфреда Павла Орловаки (Alfred Paul Orlowaky) (2.06.1870 — 7.10.1926), который окончил Дерптский университет, вместе с Оскаром Кербером изучал лесное хозяйство в ботаническом саду и дендропарке при Королевской Прусской Академии лесного хозяйства. Работал в Ревеле. Погиб в автокатастрофе.
ⓒ Эдит Кёрбер (Edith Körber) (15.03.1884, Феллин — ?). Учитель.
ⓓ Эллен Кёрбер (Ellen Körber) (01.12.1886, Феллин — ?). Учитель.
ⓔ Эвальд Кёрбер (Ewald Körber) (25.V.1888, Феллин — ?). Окончил музыкальную школу Гревингк в Дерпте. Служил органистом в Феллин.
ⓕ Фрида Кёрбер (Frieda Феллин Körber) (09.06.1891, Феллин — ?) Была женой Фридриха Хофера (Friedrich Hofer) (06.29.1888 — 14.10.1930, Феллин). Погибла в автокатастрофе.
⑸ Иммануил Людвигович Кербер (Immanuil Körber) (26.11.1843, Вынну — _.6.1919, Владимир). Окончил гимназию в Дерпте. Продолжил образование сначала в Дерптском университете, затем в Императорском институте инженеров путей сообщения, который окончил с отличием. В 1874 г. возглавил технический отдел Московско-Брестской железной дороги. В те же годы в Туле для нужд железной дороги построил и затем возглавил собственный небольшой завод. В 1893 г. вышел в отставку и сконцентрировался на новом своём предприятии во Владимире. Одновременно приобрёл имение Черновское в 3800 десятин близ Владимира. В 1905 году завод разорился. Пришлось продать часть земли под застройки, а оставшуюся небольшую усадьбу оставил своей дочери. Вскоре перебрался в Тульскую губернию, где приобрёл небольшую усадьбу в местечке Бутиково. Через несколько лет продал имение с тем, чтобы купить другое уже под Москвой. Здесь жил до самой революции, когда был изгнан из собственного дома. Больной, полностью ослепший, Кербер умер в июне 1919 года в психиатрической больнице Владимира, куда сумел добраться в надежде на помощь дочери, которой к тому времени уже не было в живых. Как и отец, она была выброшена из собственного дома и вскоре умерла в тифозном бараке. Был женат дважды: Первый раз на кузине Минне Кербер — дочери дяди Карла Кёрбера. Второй раз на дочери генерала Юлиуса Иоахима Миквица (19.03.1820 — 1893) — Александре Лили фон Миквиц (Alexandra Lilly von Mlnckwitz) (1.02.1847 — 1.12.1918 Москва). Окончила Петербургскую консерваторию по классу фортепьяно у Антона Рубинштейна. Все дети были только в первом браке.
ⓐ Эрнст Кёрбер (Ernst Körber) (10.13.1872, Кронштадт — 13.10.1920, Москва). Окончил школу в Москве, учился в Институте путей сообщения в Санкт-Петербурге, но не окончил его. Служил железнодорожным чиновником. Не женат.
ⓑ Элен Кёрбер (Helene Körber) (04.22.1874, Минск — ?) Была первой женой своего кузена Оскара Кербера.
ⓒ Лили Кёрбер (Lilly Körber) (24.09.1876, Минск — 03.12.1919, Владимир). Училась музыке в Дерпте (фортепиано, скрипка и вокал). Жила с матерью в имении под Владимиром, подаренном отцом. Умерла от сыпного тифа одновременно с матерью. Муж: Карл Пухк (Carl Puhk) (? − 22.04.1907, Москва).
⑹ Арнольд фон Кёрбер (Arnold v. Körber) (1.05.1847, Ринген — 09.13.1920, Дерпт). После учёбы в гимназии, затем университете учительствовал в Кронштадте, позже в Иркутске. Статский советник. После выхода в отставку вернулся в Лифляндию, жил в Дерпте. Был женат на Мари Фортман (Marie Fortmann) (l849 — 05.24.1906 Дерпт). Детей не было.
⑺ Теодор Кёрбер (Theodor Körber) (16.12.1849, Ринген — 23.08.1874, Дерпт). Скончался в годы учёбы на медицинском факультете Дерптского университета.
❻ Генриетта Доротея Кёрбер (Henriette Dorothea Körber) (3.03.1811, Вынну — 23.10.1892, Дерпт).
❼ Мартин Георг Эмиль Кёрбер (Martin Georg Emil Körber) (7.07.1817, Вынну — 7.04.1893, Аренсбург). Пастор в Аренсбурге, писатель, музыкант, композитор. Жена Каролина Элизабет Гессе (Caroline Elisabeth Hesse) (27.11.1828, Пярну — 8.01.1921, Тару) — дочь пастора Конрада Эдуарда Гессе (Conrad Eduard Hesse (4.11.1796, Дерпт — 18.09.1882 Аренсбург) и его жены баронессы Августы Софии Унгерн-Стернберг (Frau Auguste Sophie Baronesse Ungern-Sternberg) (23.07.1801, Эзель — 24.09.1883, Аренсбург).
⑴ Агнес Кёрбер (Agnes Körber) (21.04.1847, Аренсбург — 6.11.1927, Тарту). Была замужем за лесным инженером Теодором Фридрихом Гессе (Theodor Friedrich Hesse), убитым 01.23.1919 большевиками. Детей не имела.
⑵ Конрад Кёрбер (Conrad Körber) (24.09.1848, Эзель — 26.05.1890, Аренсбург). Окончил Дерптский университет. До 1882 г. был членом комиссии Евангелическо-лютеранской Консистории в Петербурге. Позже работал учителем в Аренсбурге.
❽ Отто Юлиус Бенджамин Кёрбер (Otto Julius Benjamin Körber) (22.08.1819, Вынну — 21.04.1862, Курессааре); учился в гимназии Дерпта, затем с 1837—41 на филологическом факультете Дерптского университета. Работал директором прогимназии в Курессааре. Был женат на Кристине Элизабет фон Ландетен (Christiane Elisabet (Betty) von Landeten) (10.08.1826, Пярну — 20.01.1907, Рига) — дочери члена Государственного совета, доктор медицины Фридриха Готтлиба фон Ландетен (Friedrich Gottlieb von Landeten) (03.01.1799, Ревель — 12.04.1875, Пярну) и его жена Мария Иоганны Клувер (Maria Johanna Klüver) (31.05.1803, Пярну — 12.23.1858, Пярну).
⑴ Эдуард Кёрбер (Eduard Körber) (10.17.1848, Курессааре — 11.02.1913, Ямбург). Окончил гимназию в Курессааре, после чего с 1867 по 1871 гг. учился на филологическом факультете Дерптского университета. С 1872 г. служил преподавателем, затем старшим преподавателем древних языков в Петришуле в Петербурге. С 1875 г. совмещал также в гимназии Государственного совета. Эдуард Кербер был весьма талантливым педагогом и литератором. Его переводы римского поэта Овидия были отмечены серебряной медалью. После выхода в отставку Кёрбер приобрёл имение Рябитцы-Красные в Ямбургском уезде, где жил до смерти. Был женат на Анне Шалуновой (1849 — ?)
ⓐ Борис Эдуардович Кербер (12.04.1878, Санкт-Петербург — ноябрь 1918, Петроград). Был юристом, убит большевиками.
ⓑ Константин Эдуардович Кербер (24.11.1879, Санкт-Петербург — ?). Доктор медицины. Работал хирургом в Обуховской больнице в Петербурге. Участник войны на Кавказе. С 1918 г. сведения отсутствуют.
⑵ Герман Кёрбер (Hermann Körber) (28.11.1849, Аренсбург — 6.08.1919, Петроград). Был торговцем в Петербурге, позже служил агентом страховой компании «Россия». Жена: Просковья Иванова.
ⓐ Владимир Германович Кербер (? — 1915).
ⓑ Леонид Германович Кербер (? — 1918).
ⓒ Вера Германовна Кербер. Выйдя замуж в Петербурге (15.02.1913), выехала в Орловскую губергию.
⑶ Эмилия Кёрбер (Emilie Körber) (30.04.1852, Курессааре — 10.01.1906, Рига). Много лет проживала в Лилле (Франция), где служила в должности классной дамы в женской гимназии. С 1880 года проживала с матерью в Риге.
⑷ Роберт Кёрбер (Robert Ernst Körber) (24.02.1854, Курессааре — 28.08.1913, Сумы Харьковской губ.) Окончил среднюю гимназию в Курессааре, после чего учился в политехническом университете сначала Мюнхена, затем Карлсруэ. Работал на фирмах Амстердама и Роттердама, затем в Лионе (Франция) на вагоностроительном заводе. Позже жил в Москве и Санкт-Петербурге, в последнее годы служил главным бухгалтером в компании Siemens & Halske. Жена: Джулия Зальцман (Julie Salzmann) (30.04.1868, Москва — ?) — дочь полковника Евгения Зальцмана (Eugen Salzmann), мать которого была в родстве с И. С. Тургеневым.
ⓐ Александра Робертовна Кербер (Alexandra Körber)(8.04.1893, Петербург — ?). Была замужем за Анатолием Рыбчинским.
ⓑ Иоганн Робертович Кербер (Johann Körber) (13.01.1895, Тула — ?). До революции служил в полиции Харькова. Жена не известна.
⑸ Мориц Кёрбер (Moritz Körber) (29.10.1857, Аренсбург — ?). Проживал в Москве, откуда в 1920 г. эмигрировал в Тарту (Эстония). Был женат дважды: первый раз на дочери адвоката Петра Кушлевина — Вере Кушлевиной (02.25.1860, Петербург — 04.05.1920, Москва), умершей от туберкулёза; второй женой Морица Кербера стала его племянница Ирен Кёрбер.
ⓐ Евгений Морицович Кербер (Eugen Körber) (16.01.1884, Москва — ?). После окончания гимназии в Москве, учился в Московском университете. Был женат на Серафиме Мейрович (25.03.1888 Москва — ?). Дальнейшая судьба не известна.
ⓑ Виктор Морицович Кербер (Victor Karl Körber) (20.09.1885 — ?). После получения образования работал банковсим служащим. Был женат на кузине Вере Кушлевиной (20.11.1901 — ?).
② Катарина Доротея Кёрбер (Catharina Dorothea Maria Körber) (30.03.1776, Тори — около 1858, Гельсингфорс, Финляндия). Замужем за ревельским промышленником Георгом Фридрихом Каруц (Georg Friedrich Karutz) (? Шверин, Германия — 15.08.1811, Ревель).
③ Иоганн Фридрих Кёрбер (Johann Friedrich Körber) (09.1777, Тори — 4.04.1778, Тори).
④ Анна Юлиана Кёрбер (Anna Juliana Körber) (17.03.1779, Тори — ?). Проживала в Санкт-Петербурге.
⑤ Августа Вильгельмина Кёрбер (Augusta Wilhelmina Körber) (15.08.1780, Тори — 10.01.1854, Ревель). Семьи не имела.
⑥ Христофер Даниэль Кёрбер (Christopher Daniel Körber) (3.05.1782, Тори — 19.04.1807, Дерпт). Будучи студентом медицинского факультета Дерптского университета, заразился в клинике при работе с больными сыпным тифом, от которого умер.
⑦ Элизабета Ядвига Кёрбер (Elisabeth Hedwig Körber) (9.05.1783, Тори — 22.02.1812, Отепя). Семьи не имела.
⑧ Иоганна Каролина Кёрбер (Johanna Carolina Körber) (6.03.1785, Тори — 4.04.1884, Дерпт), После смерти своей сестры Елены Генриетты, в 1807 г. стала второй женой пастора из Отепя Бернгарда Готлиба Гена (Bernhard Gottlieb Hehn) (10.10.1776 Отепя — 7.05.1856 Дерпт) — сына пастора Иоганна Мартина Гена (Johann Martin Hehn) (20.08.1743, Франкония, Германия — 16.06.1793, Отепя) и его жены — дочери градоначальника Дерпта Фридриха Конрада Гадебуша — Луизы Доротеи Гадебуш (Louisa Dorothea Gadebusch) (9.06.1746, Штральзунд — 11.04.1806, Отепя). В семье было 8 детей, носивших фамилию Ген. Старшая дочь Елена Элизабет стала женой пастора Людвига Августа Иммануила Кёрбера — внука Пауля Иоганна Кёрбера.
⑨ Елена Генриетта Кёрбер (Helena Henriette Körber) (7.10.1787, Тори — 25.11.1806, Отепя). Выйдя замуж в мае 1805 г. за пастора из Отепя Бернгарда Готлиба Гена (Bernhard Gottlieb Hehn), умерла через месяц после рождения дочери.
⑩ Гертруда Фредерика Кёрбер (Gerdrutha Friederica Körber) (9.07.1788, Тори — ?). Умерла в детском возрасте.
⑪ Амалия Христина Кёрбер (Amalia Christina Körber) (10.07.1792, Вынну — 05.1870, Гельсингфорс). В 1816 г. вышла замуж за пленного французского офицера, католика Пьер Франсуа Девиена (Pierre Francois de Vienne) (20.09.1793, Париж — ?, Гельсингфорс), который с 1814 г. преподавал французский язык в гимназии в Ревеле. После выхода в 1844 г. в отставку семья переехала в Финляндию. В семье было 8 детей, носивших фамилию Девиен.

Гербы дворянских (австрийских и ливонских) ветвей рода Кёрбер
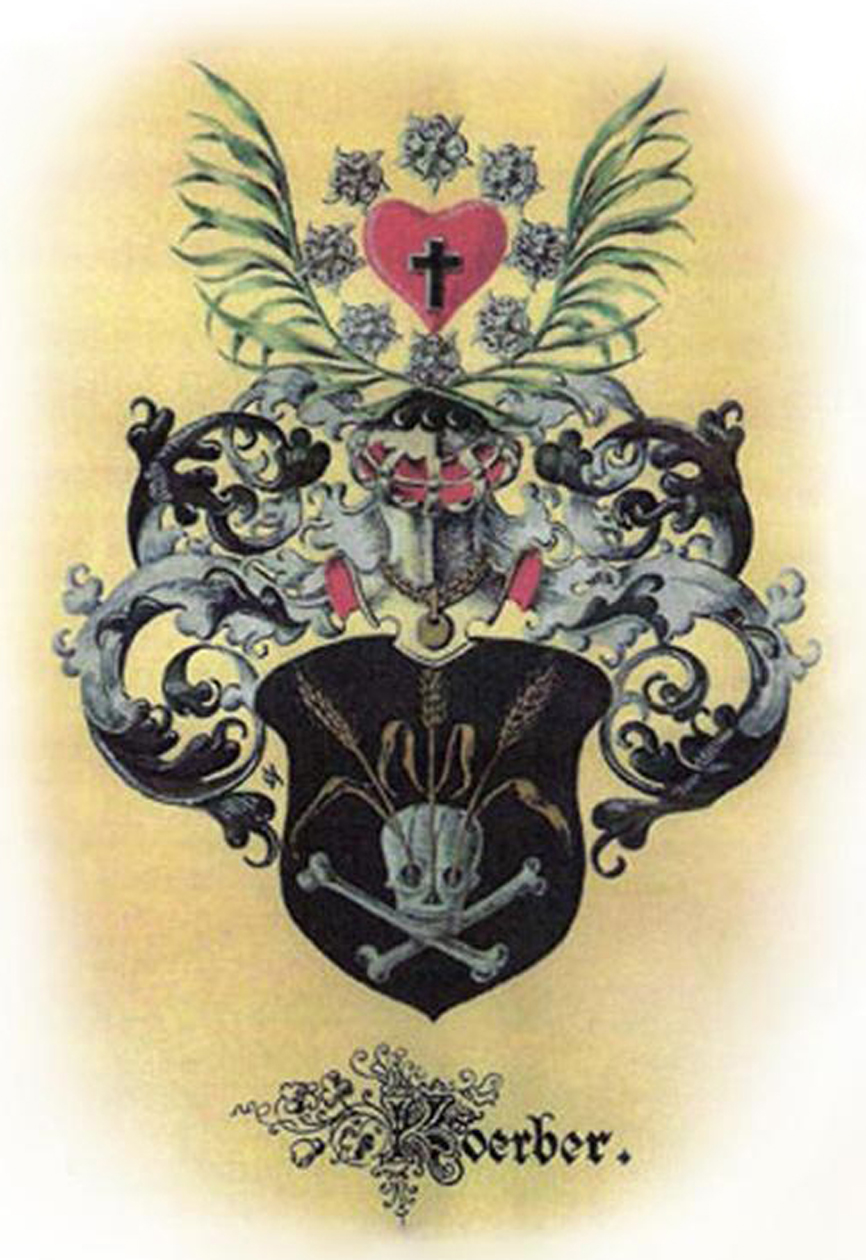
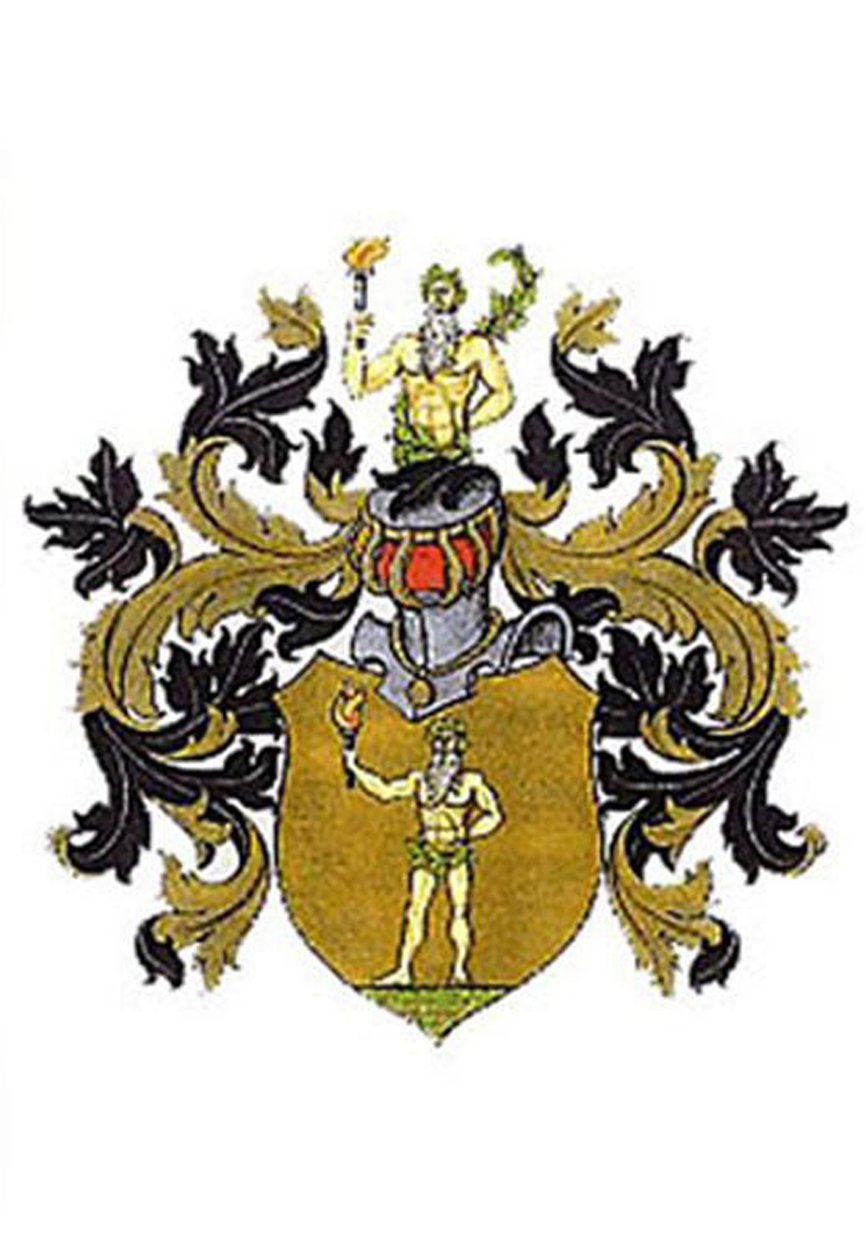
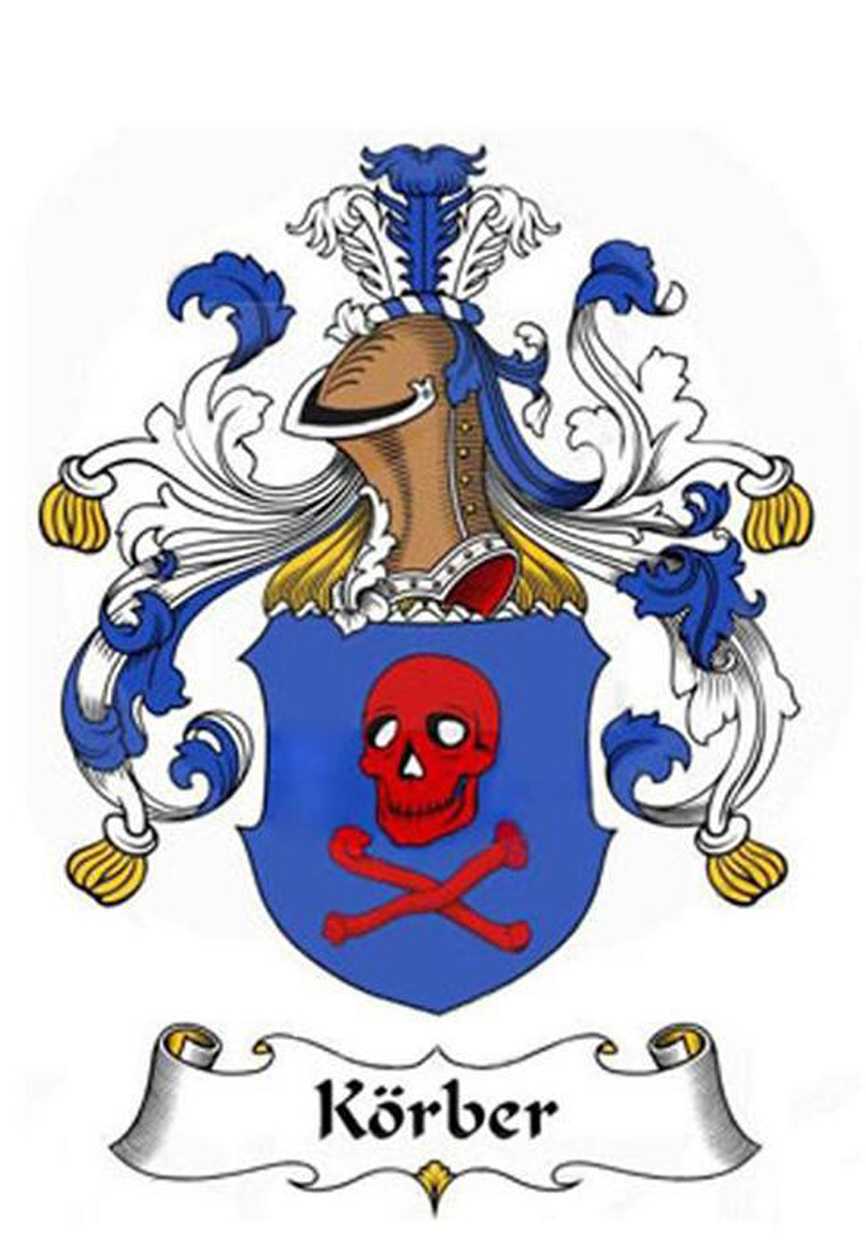